# Primeros rascacielos

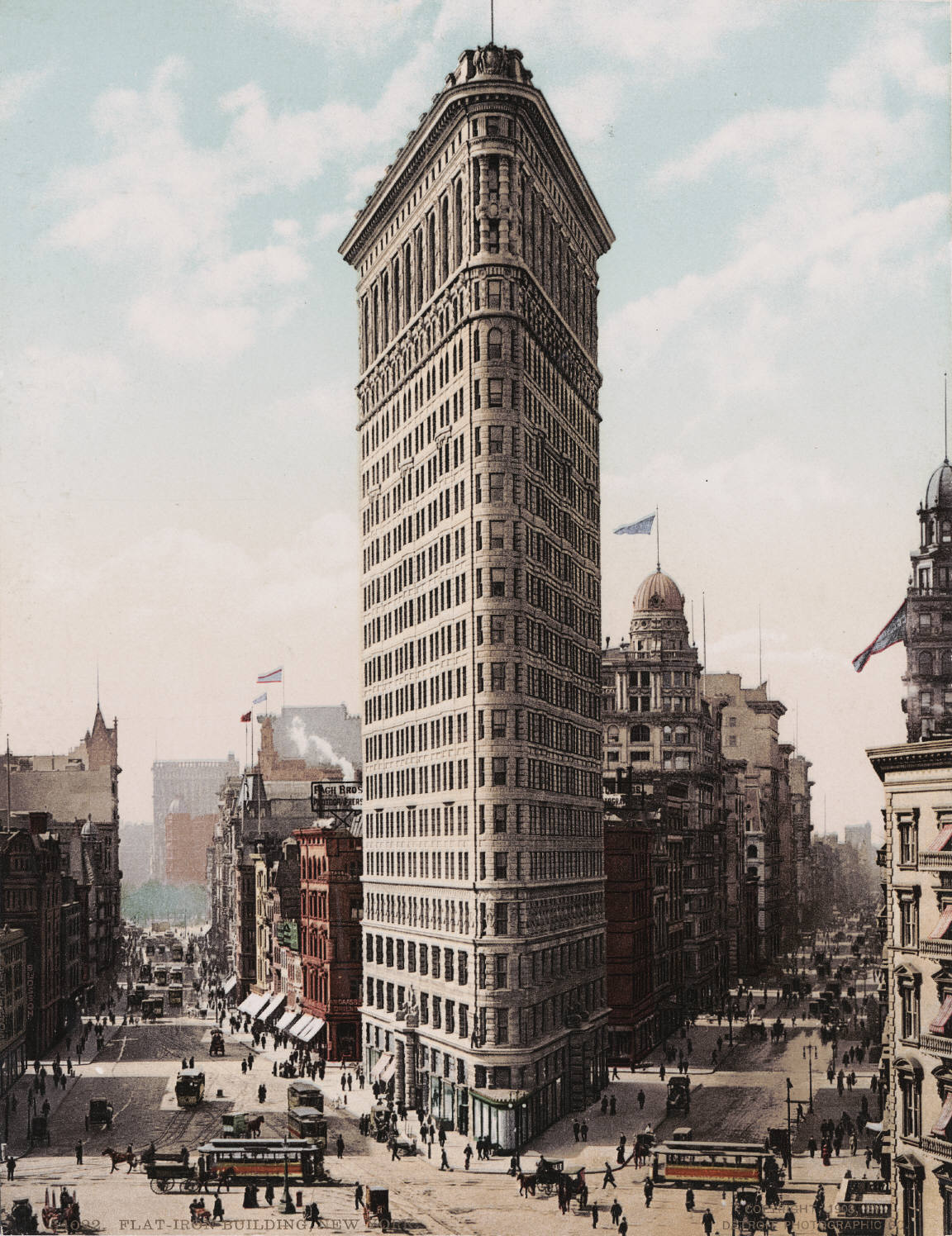
El icónico edificio Flatiron, de Nueva York, poco después de su construcción en 1903.

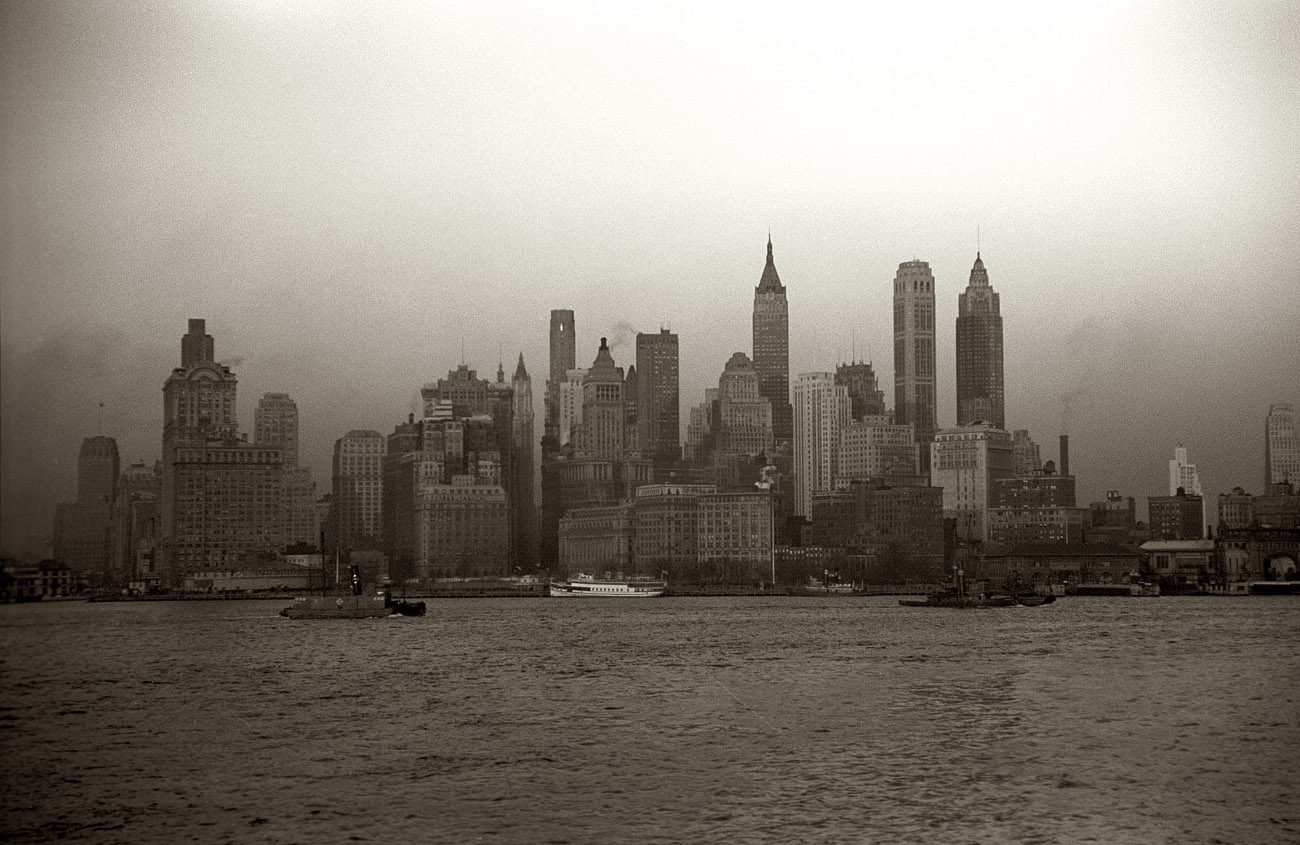
Skyline del Bajo Manhattan en diciembre de 1941

Los primeros rascacielos fueron una serie de edificios altos, de uso comercial, construidos entre 1884 y 1939, principalmente en las ciudades estadounidenses de Nueva York y Chicago. Tradicionalmente, las ciudades de los Estados Unidos estaban compuestas por edificaciones de baja altura, pero la economía creció significativamente después de la guerra de Secesión y el uso cada vez más intenso del suelo urbano alentó el desarrollo de edificios más altos en los años 1870. Las mejoras tecnológicas permitieron la construcción de estructuras de hierro a prueba de incendios, con cimentaciones profundas, equipadas con nuevos inventos como el ascensor y la luz eléctrica. Esto hizo que fuera viable, tecnológica y comercialmente, construir una nueva clase de edificios altos, siendo el Home Insurance Building de Chicago de 42 m de altura el primero en inaugurarse en 1884. El número de este tipo de edificios creció rápidamente y en 1888 se les etiquetó como «rascacielos».
Al principio, Chicago fue pionera en el diseño de rascacielos, y muchos de ellos fueron construidos en el centro del distrito financiero a finales de los años 1880 y principios de los 1890. Estos rascacielos, considerados a menudo como los frutos de la escuela de arquitectura de Chicago, intentaron aunar estética con la practicidad comercial, produciendo edificios grandes y rectangulares, de estilo palazzo, que alojaban tiendas y restaurantes en la planta baja y oficinas en los pisos superiores. En contraste, los rascacielos de Nueva York eran con frecuencia torres más estrechas de estilo ecléctico, a menudo criticadas por su falta de elegancia. En 1892, Chicago prohibió la construcción de nuevos rascacielos con una altura mayor a 46 m, dejando el desarrollo de edificios más altos a Nueva York.
La primera década del siglo XX vio aparecer una nueva ola de rascacielos, debido a una mayor demanda de espacio para acomodar a los oficinistas. Los avances de la ingeniería facilitaron la construcción y la ocupación de edificios mucho más altos. En este periodo se construyeron inmuebles emblemáticos como el Flatiron (87 m), la Singer Tower (187 m), la Metropolitan Life Insurance Company Tower (213 m) y el Woolworth Building (241 m). Aunque estos rascacielos fueron rentables económicamente, suscitaron muchas críticas por alterar el ordenado skyline de la ciudad y por sumir en una sombra perpetua las calles y los edificios colindantes. Esto, sumado a la crisis económica, llevó a la introducción de restricciones urbanísticas en Nueva York en 1916.
En el período de entreguerras, se edificaron rascacielos en casi todas las grandes ciudades de los Estados Unidos y también empezaron a construirse en otros países occidentales. El auge económico de los años 1920 y la especulación inmobiliaria alentaron una ola de nuevos proyectos de rascacielos en Nueva York y Chicago. La Ley de Zonificación de 1916 de Nueva york fue un factor que contribuyó a dar forma al característico estilo de rascacielos art déco con retranqueos, dando lugar a edificaciones que se centraban en el volumen y en siluetas llamativas, a menudo ornamentadas profusamente. Las alturas de los rascacielos continuaron aumentando; el Edificio Chrysler y el Empire State Building establecieron en su momento un nuevo récord, con 319 m y 380 m respectivamente. Con el comienzo de la Gran Depresión, el mercado inmobiliario se derrumbó y las nuevas construcciones se suspendieron. La cultura popular y académica acogió al rascacielos a través del cine, la fotografía, la literatura y el ballet, viéndolos o bien como símbolos de modernidad y del avance científico o como ejemplos de los males de la vida y sociedad modernas. Los proyectos de rascacielos posteriores a la Segunda Guerra Mundial rechazaron los diseños de los primeros rascacielos y en su lugar adoptaron el Estilo Internacional; y numerosos rascacielos antiguos fueron rediseñados para adaptarse a los gustos contemporáneos o incluso llegaron a ser demolidos, como le sucedió a la Torre Singer, que en su momento fue el rascacielos más alto del mundo.

## Contexto histórico (1850-1879)

### Impulso comercial y social
Los primeros rascacielos surgieron en los Estados Unidos debido al crecimiento económico, la organización financiera de las empresas estadounidenses y el uso intensivo del suelo urbanizable. Este fenómeno se concentró en Nueva York, un puerto marítimo clave situado en la isla de Manhattan, en la costa este de los Estados Unidos. Como resultado de su historia colonial, el suelo urbanizable de Nueva York estaba dividido en pequeñas parcelas de tierra con apenas solares grandes. Durante la primera mitad del siglo XIX, la ciudad se convirtió en el centro de las finanzas estadounidenses y los bancos de Wall Street competían ferozmente con sus competidores ingleses por el dominio internacional.
El Gran incendio de 1835 destruyó gran parte de los viejos edificios financieros, y en su lugar nuevos inmuebles fueron construidos y demolidos a su vez en los años 1840 y 1850; el viajero Philip Hone afirmó que la ciudad entera era reconstruida cada diez años. La mayoría de las construcciones adoptaron el estilo neorrenacentista italiano denominado palazzo (popular entre sus rivales de Inglaterra) y se elevaron a una altura de hasta seis pisos. Nueva York no tenía restricciones en la altura, pero se construyeron edificios de poca altura al menos hasta 1865, de modo que las iglesias siguieron siendo los edificios más altos de la ciudad. Entre 1840 y 1870 la población de Nueva York se triplicó y entre 1860 y 1875 los valores inmobiliarios aumentaron más del 90 %.

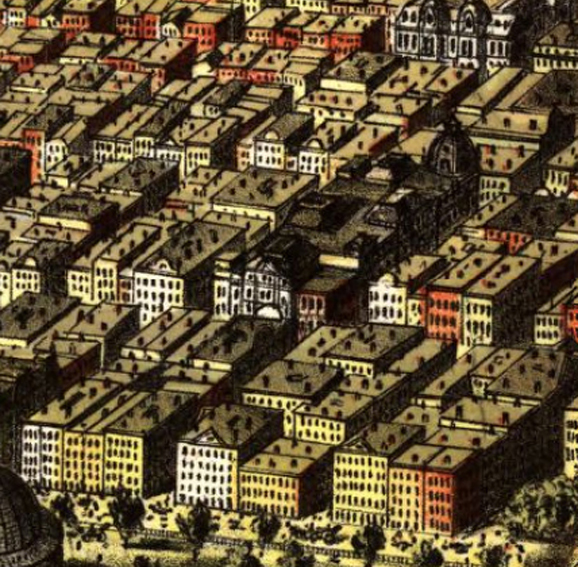
Mapa de Chicago, de Currier e Ives en 1874, mostrando los edificios de poca altura construidos tras el incendio de 1871.

Más hacia el oeste, la ciudad de Chicago se convirtió también en un lugar destacado en la construcción de los primeros rascacielos. A diferencia de Nueva York, Chicago surgió como gran metrópolis a mediados del siglo XIX, creciendo de un pueblo de unos cincuenta habitantes en 1830 hasta una ciudad de 30 000 en 1850 y cerca de 300 000 en 1870. Chicago se convirtió en el centro ferroviario del Viejo Oeste y en la primera ciudad de intercambios para los territorios emergentes, famosa por su cultura comercial. Se consideraba diferente a las otras ciudades de la costa este y se enorgullecía de su vertiginoso crecimiento urbano.
Hacia 1870, Chicago se había convertido en el principal centro financiero del Oeste, pero en octubre de 1871 un gran incendio destruyó el centro de la ciudad construido con madera. La ciudad fue reconstruida repartiendo el suelo en grandes áreas dentro de una urbanización en cuadrícula, con nuevas ordenanzas que prohibían las construcciones de madera. Estos factores alentaron la construcción de edificios más altos con diseños innovadores, que al igual que Nueva York, agrupaban negocios y servicios diferentes en un único edificio.
La construcción de edificios altos durante 1870 fue obstaculizada por el pánico financiero de 1873 y la consiguiente depresión económica que duró hasta 1879. La edificación se detuvo y el valor de los inmuebles se desplomó. No obstante, en 1880 ya se encontraba en recuperación y la aparición de nuevos edificios en Nueva York alcanzaba el ritmo de 1871. La recuperación económica hizo que la construcción de edificios de mayor altura fuera otra vez una opción financiera atractiva, estableciéndose así muchas de las precondiciones para el desarrollo del rascacielos.

### Desarrollos tecnológicos

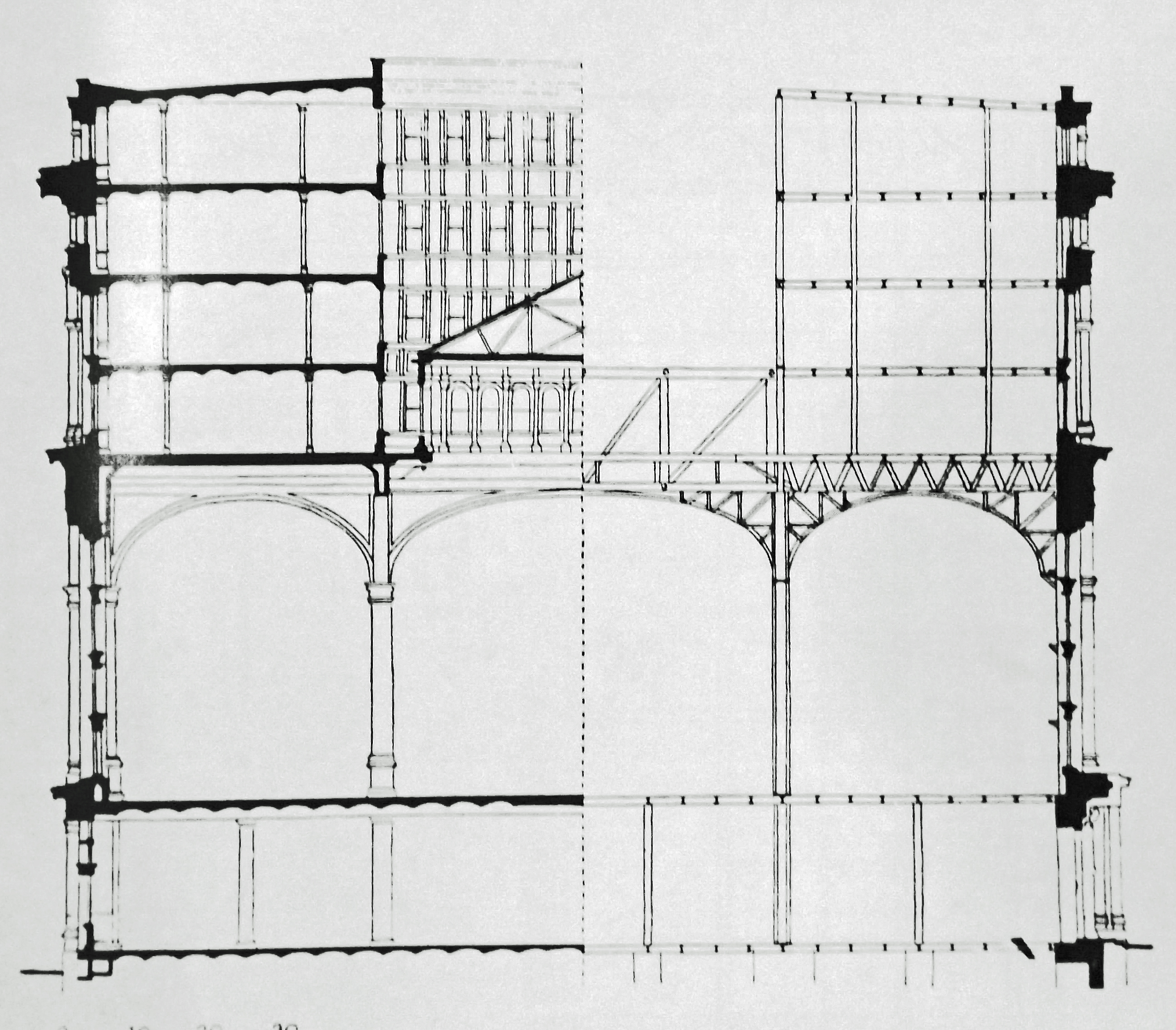
En el Produce Exchange de 1884 se introdujeron avances en el diseño de la estructura metálica.

El surgimiento de rascacielos fue posible gracias a la aparición de innovaciones tecnológicas durante los años centrales del siglo XIX. Una de estas innovaciones fue la estructura de hierro. En los edificios tradicionales los pisos intermedios eran soportados por las paredes, pero cuanto más alto era el edificio, más gruesas tenían que hacerse las paredes, particularmente en la base: los edificios de gran altura veían rápidamente sus plantas inferiores devoradas por ladrillo o mampostería. En 1860, unos ingenieros franceses experimentaron con el uso de vigas prefabricadas hechas de hierro forjado para construir edificios soportados por estructuras internas de metal. Estas estructuras eran más fuertes que la mampostería tradicional y permitían paredes mucho más delgadas. La metodología fue descrita extensivamente en revistas de ingeniería y se empleó inicialmente para construir almacenes.
El uso de estas estructuras para edificios altos llevaba a exponerlos a los posibles efectos devastadores del viento. Como consecuencia, hubo que emplear puntales anti-viento, posibilitados por el trabajo de Augustin-Jean Fresnel quien elaboró las ecuaciones de cálculo de cargas y momentos en edificios de gran tamaño. Los edificios con estructura de metal eran también particularmente vulnerables al fuego y requerían una protección contra incendios específica. Los ingenieros franceses ya habían hecho progresos en este campo a principios del siglo XIX, pero los avances decisivos solamente llegaron con el trabajo del arquitecto Peter Wight hacia 1860. Estimulado por los catastróficos incendios de Chicago, en 1871, y de Boston, en 1872, sus hallazgos dieron lugar a varios productos de protección contra incendios durante la década de 1870.
Los edificios altos y pesados como los rascacielos también requerían cimientos más resistentes que los utilizados en los edificios más ligeros. Los primeros edificios tenían, típicamente, sus cimientos reposando sobre escombros, que estaban a su vez depositados sobre una capa blanda llamada de residuo. A medida que los edificios se volvían más altos y pesados, la capa de residuo no podía soportar su peso y los cimientos necesitaban apoyarse directamente en la roca subyacente. Tanto en Nueva York como en Chicago esto requería una excavación considerablemente más profunda a través de un suelo blando y a veces encharcado, corriendo el riesgo de que el hoyo se llenara de agua antes de que los cimientos estuvieran terminados. Cuanto más profundos tenían que ser los cimientos mayor era el problema. Para solucionarlo se inventaron en Inglaterra, hacia 1830, unas cajas estancas especiales llamadas caissons, que fueron adoptadas en los Estados Unidos a lo largo de las décadas de 1850 y 1860.

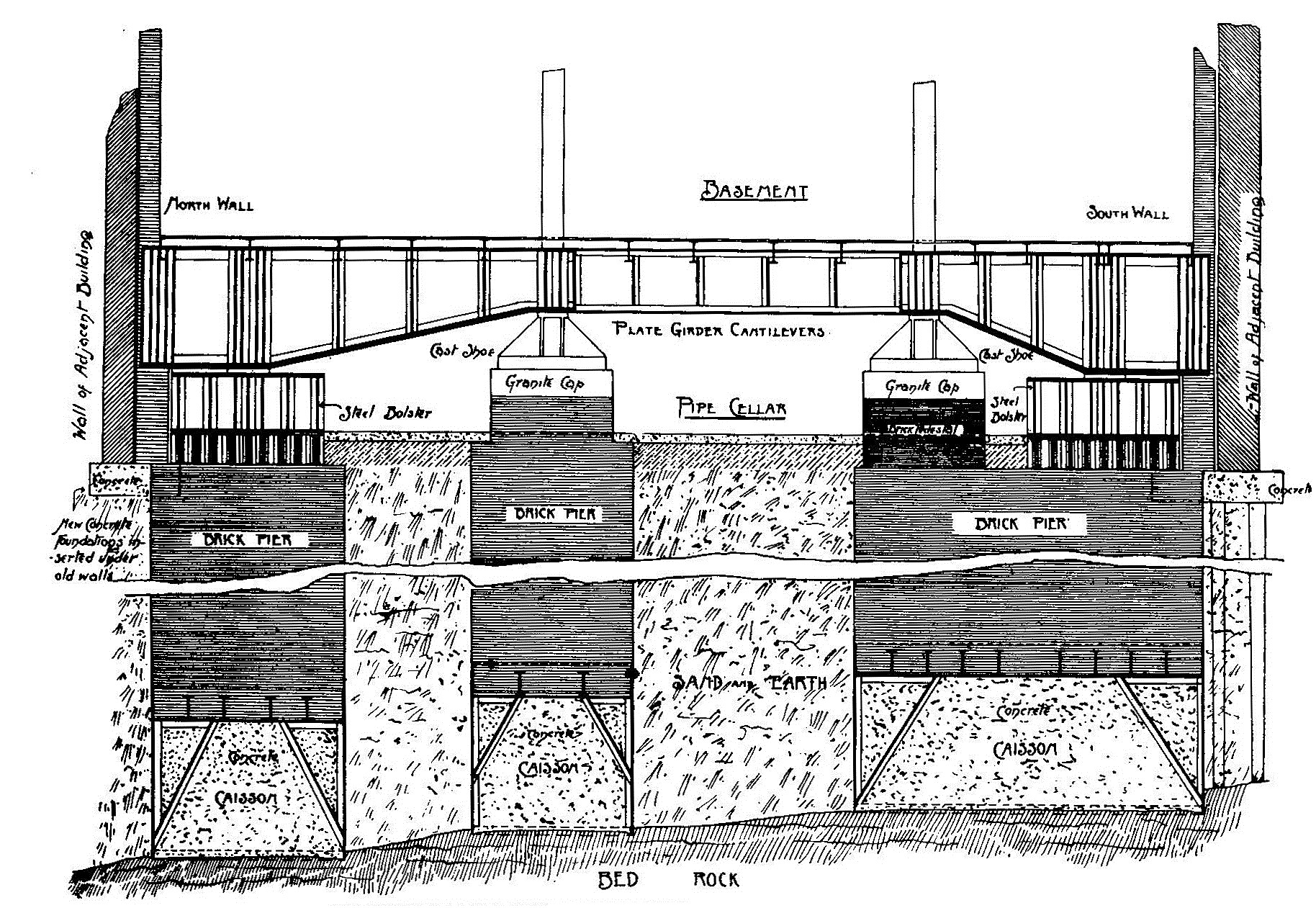
Cimentación mediante caissons en los primeros rascacielos, 1898.

El desarrollo del ascensor fue también esencial para la aparición de los primeros rascacielos, ya que un edificio de oficinas de más de seis pisos no hubiera sido práctico sin ellos. Los ascensores aparecieron por primera vez en Inglaterra hacia 1830, extendiéndose a las fábricas y hoteles de los Estados Unidos en la década de 1840. Los ascensores a base de cables, sin embargo, solo podían funcionar con efectividad en edificios de poca elevación y esta limitación alentó a introducir el ascensor hidráulico en 1870, pese a que los modelos iniciales sufrían de peligrosos defectos de diseño. Estos defectos fueron resueltos en 1876, proporcionando una solución para el equipamiento de los primeros rascacielos.
Otras nuevas tecnologías ambientales en materia de calefacción, iluminación, ventilación e instalaciones sanitarias fueron también críticas para crear edificios altos en los que se pudiera trabajar de modo atractivo. La calefacción central no se podía hacer funcionar con facilidad en edificios grandes; pero en la década 1850, un sistema que utilizaba vapor a baja presión y ventiladores de vapor fue adoptado en la construcción de rascacielos. Muchos edificios de los Estados Unidos estaban iluminados por gas, pero esto conllevaba riesgos de seguridad y era difícil de instalar en edificios altos. Como alternativa, se empezó a instalar iluminación eléctrica a partir de 1878, alimentada por generadores situados en el sótano. La ventilación era también un problema, pues el humo que entraba desde las calles a las oficinas y el procedente de la iluminación a gas hacía de la calidad del aire respirable una preocupación sanitaria. En 1860 se inventó un sistema de ventilación forzada por vapor, que se generalizó en edificios altos en los años 1870, resolviendo así buena parte del problema. También hay que citar las mejoras en las tuberías de hierro que hicieron posible la instalación de agua fría y caliente y la extensión de desagües en los edificios altos por primera vez.

## Aparición de los rascacielos: 1880-1899

### El primer rascacielos

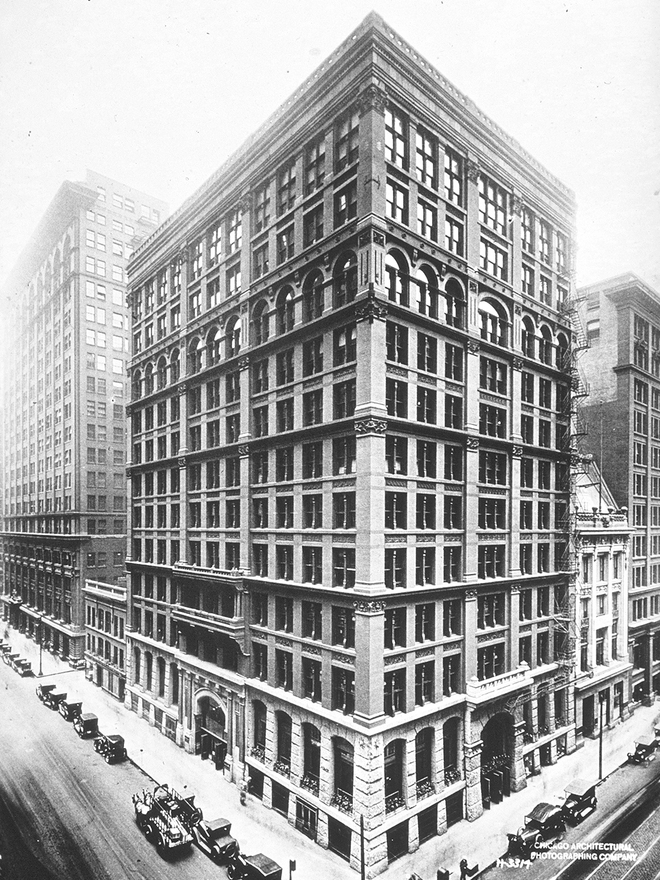
El Home Insurance Building de Chicago, en 1884, considerado con frecuencia como el primer rascacielos del mundo.

Existe un desacuerdo académico sobre qué edificio debe ser considerado como el primer rascacielos. El término fue utilizado por primera vez en 1780 para caracterizar a un caballo particularmente alto, y más tarde fue aplicado a la vela situada en el extremo superior del mástil de un barco, a gorras y sombreros altos, a hombres altos y a una pelota que hubiera sido golpeada alto en el aire. En 1880 se empezó a aplicar a edificios: primero, en 1883, para describir grandes monumentos públicos y luego, en 1889, como un apodo para bloques altos de oficinas, denominación que se generalizó en la siguiente década. Identificar el primer «rascacielos» auténtico no es sencillo, y existen varios candidatos dependiendo del criterio adoptado. Por ejemplo, el edificio de Nueva York Equitable Life Building, de 1870, fue el primer edificio de oficinas en usar un ascensor, mientras el Produce Exchange Building, de 1884, presentó avances sustanciales en el diseño de su estructura metálica. Sin embargo, el Home Insurance Building de Chicago, inaugurado en 1884, es considerado con más frecuencia como el primer rascacielos por su uso innovador del acero en el diseño de su estructura metálica.
El Home Insurance Building, un rascacielos de diez pisos con una altura de 42 m, fue diseñado por William Le Baron Jenney, quien había sido formado como ingeniero en Francia y fue un notorio arquitecto en Chicago.; El diseño de Jenney era inusual en la medida en que incorporaba acero en la estructura interna del edificio junto con el tradicional hierro forjado. Esta estructura absorbía el peso de las plantas del edificio y ayudaba a soportar también el peso de las paredes externas, constituyendo un importante paso hacia la creación de los genuinos muros cortina, independientes de la estructura, que se convirtieron en una característica de los rascacielos posteriores. El diseño no era perfecto —una parte del peso descansaba aún en paredes de mampostería, y la estructura de metal se mantenía unida por tornillos, en lugar de por remaches— pero supuso un avance significativo en la construcción de edificios altos.
Este sistema de construcción fue rápidamente adoptado en Chicago. En 1889, el Tacoma Building reemplazó el diseño metálico atornillado con uno remachado, más resistente, y el Chamber of Commerce Building introdujo patios de luz interiores en el diseño estructural de un rascacielos. En 1890, en el Rand McNally Building se resolvieron los últimos problemas técnicos, convirtiéndose así en el primer rascacielos de estructura de acero. Algunos edificios, tales como The Rookery y el Monadnock, combinaron elementos del viejo y del nuevo estilo, pero en general Chicago rápidamente adoptó las estructuras de acero como una forma flexible y efectiva de crear edificios altos. Los ingenieros profesionales empezaron a establecer en Chicago despachos y estudios especializados en las estructuras de acero que necesitaban los nuevos rascacielos.

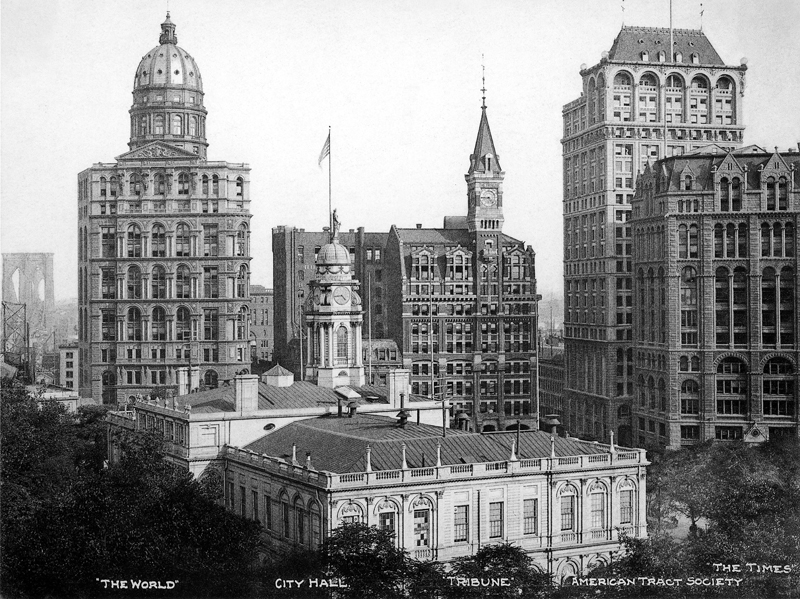
En Park Row (Manhattan), se construyeron para empresas periodísticas algunos de los primeros rascacielos, agrupados alrededor del Ayuntamiento de Nueva York.

Una vez superados los desafíos técnicos, se vivió en Chicago, a partir de 1888, un período de auge de la construcción de rascacielos, y la ciudad se hizo líder en este nuevo tipo de construcción. En 1893, Chicago ya había construido doce rascacielos de entre dieciséis y veinte pisos de altura, todos ellos agrupados en el centro del distrito financiero. Los rascacielos de Chicago, sin embargo, se veían afectados por los límites contemporáneos en el diseño de las estructuras de acero y por el subsuelo embarrado la ciudad, factores que limitaban su altura a unas 16 o 17 plantas. Estos rascacielos se convirtieron rápidamente en destinos turísticos, tanto por las vistas panorámicas que permitían desde sus últimos pisos como por ser lugares notables por derecho propio. Se aconsejaba a los turistas contratar carruajes para recorrer las calles donde se encontraban los rascacielos: si se tumbaban en el carruaje podrían apreciar con comodidad la altura de los edificios.
El Templo Masónico de Chicago fue el más famoso de los nuevos rascacielos. Construido en 1892 por los masones de esa ciudad, cuya comunidad crecía en esa época rápidamente, el lujoso rascacielos medía 91 m de alto y tenía diecinueve pisos; los diez inferiores alojaban tiendas y en los superiores estaban las suites privadas de los masones y sus lugares de reunión, algunos capaces de contener a mil trescientas personas. En la terraza había un jardín y una plataforma de observación. Los masones estaban compitiendo con sus rivales locales, los Odd Fellows, quienes intentaban construir un rascacielos mucho más alto, de 169 m, que anunciaban como el edificio más alto del mundo. Los periódicos airearon el tema, difundiendo datos sobre el tamaño del Templo Masónico y estableciendo comparaciones con edificios históricos como el Capitolio o la Estatua de la Libertad. El proyecto de los Odd Fellows fracasó pero el Templo Masónico aprovechó la publicidad creada siendo declarado «el edificio comercial más alto del mundo».
En comparación con Chicago, Nueva York se estaba quedando atrás. En 1893, solo tenía cuatro edificios de más de dieciséis pisos. Parte del retraso fue debido a la lentitud de las autoridades de la ciudad en autorizar las técnicas constructivas de estructura metálica. No fue hasta 1889 que transigieron y permitieron a Bradford Gilbert construir el Tower Building, un rascacielos con estructura de hierro de once pisos. Esto alentó la construcción de más torres rascacielos en Nueva York, aunque la ciudad se mantuvo cautelosa sobre la tecnología durante algunos años. Finalmente, en 1895, se logró un hito con la construcción del American Surety Building, de veinte pisos y 92 m, con estructura de acero, que rompió el récord de altura que mantenía Chicago. Desde entonces, Nueva York adoptó plenamente el método de construcción que utiliza una estructura de esqueleto. En particular, las empresas periodísticas de Nueva York optaron por el rascacielos, construyendo varios a lo largo de la calle Park Row —llamada algunas veces «Newspaper Row», o calle de los periódicos—, en las décadas de 1880 y 1890. También se construyeron algunos de los primeros rascacielos en Baltimore, Boston, Pittsburgh, San Luis y Búfalo, como los edificios Wainwright Building, de San Luis, y Prudential (Guaranty) Building, en Búfalo. Otros ejemplos de la Costa Oeste son el Old Chronicle Building y el Call Building en San Francisco, así como el Luzon Building en Tacoma, Washington.

### Desafíos arquitectónicos

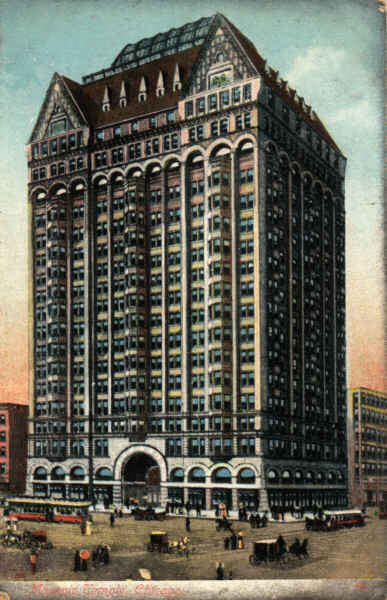
El Templo Masónico, de Chicago, tal como era en 1909, mostrando la división tripartita de la fachada y las típicas bay windows o ventanas salientes de Chicago.

Los arquitectos de los primeros rascacielos se enfrentaron a varios desafíos. El estilo arquitectónico de moda a finales del siglo XIX era el movimiento francés Beaux Arts, a veces denominado «estilo renacentista italiano», que aplicaba principios estéticos clásicos a los edificios modernos. Los arquitectos americanos que estudiaron ese estilo en la parisina Académie des Beaux-Arts empezaron a regresar a su tierra hacia 1880, trayendo esos ideales y estándares con ellos. Sin embargo, la aplicación de los estándares Beaux Arts a los primeros rascacielos no fue fácil. Los edificios que el movimiento Beaux Arts emulaba eran típicamente mucho más bajos y anchos que cualquier rascacielos, y era imposible reproducir con exactitud ese estilo en un edificio alto y estrecho.
Además, los rascacielos eran principalmente edificios comerciales, y tanto la economía como la estética tenían que jugar un importante papel en su diseño. El escritor en temas de arquitectura Barr Ferree señaló, en 1883, que «la actual arquitectura estadounidense no es una cuestión de arte, sino de dinero. Un edificio debe ser rentable, o no encontrará inversores que quieran sufragar su coste. Esto es a la vez la maldición y la gloria de la arquitectura estadounidense». George Hill secundó esta opinión al condenar las características innecesarias sobre la base de que «cada pie cúbico utilizado solo por motivos ornamentales, más allá de lo necesario para expresar su uso y para armonizarlo con los de su misma clase, es un despilfarro».
Hacia 1890, los arquitectos de Chicago empezaron a solucionar este problema creando un nuevo estilo arquitectónico, frecuentemente denominado como «escuela arquitectónica de Chicago». Dicha escuela incluía arquitectos tales como Louis Sullivan, William Le Baron Jenney y John Root, cuyos diseños combinaban teoría estética y sentido comercial. Tendían a colocar, en el exterior de los rascacielos, ricos diseños ornamentales a nivel del suelo y una ornamentación más sencilla en los niveles superiores, con marcadas líneas verticales. Los tejados de sus rascacielos solían formar una silueta reconocible cuando se veían desde lejos, como parte de la «línea del cielo» de la ciudad. La intención era atraer la vista del observador hacia las partes superiores, destacando lo que Sullivan denominó la naturaleza «elevada» del rascacielos, pero no dilapidando recursos en complejos detalles que no llamarían la atención a un atareado hombre de negocios. Al mismo tiempo, un diseño más lujoso en la planta baja haría destacar al edificio ante los paseantes haciéndolo atractivo desde el punto de vista comercial.

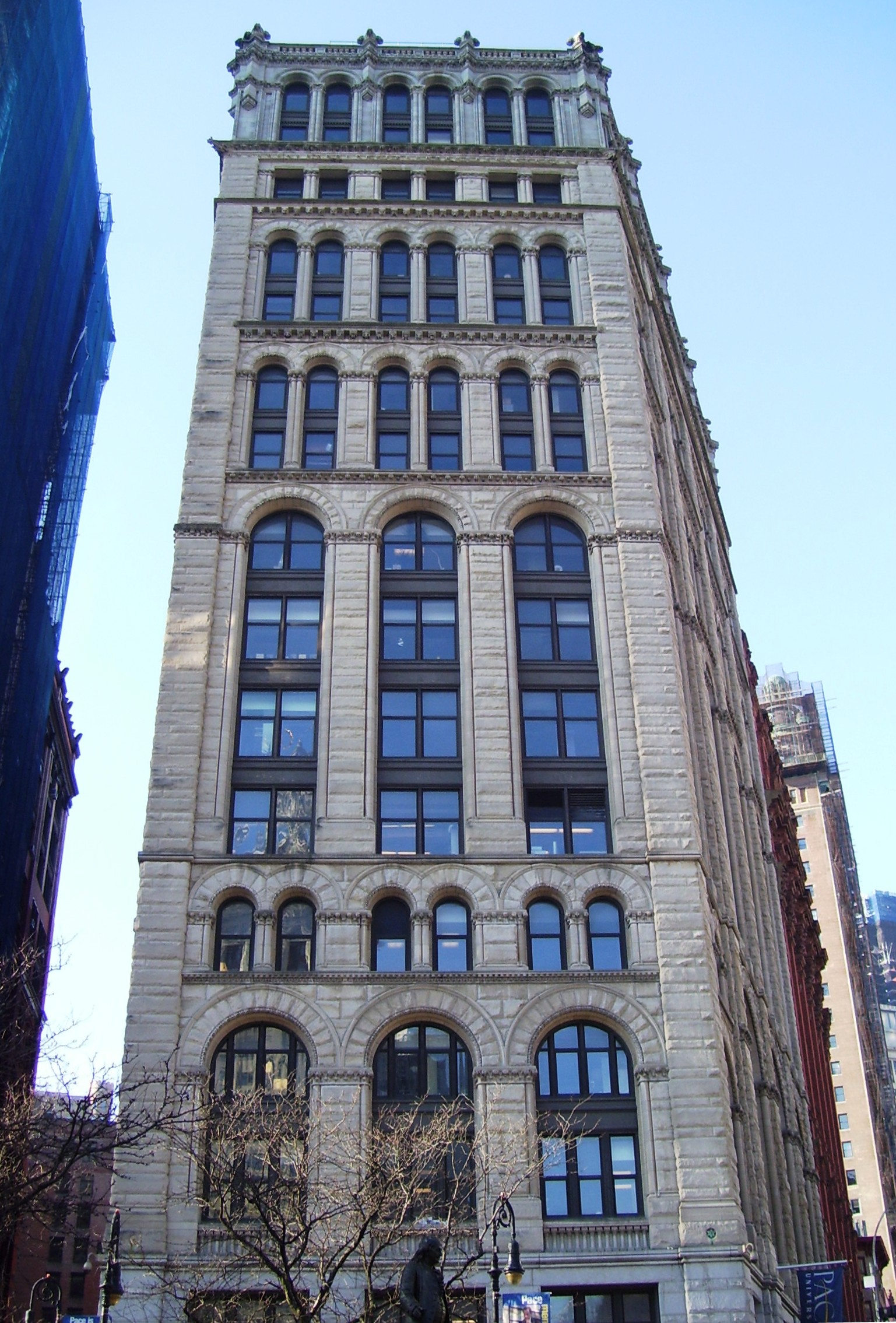
El New York Times Building (41 Park Row) en 2012, mostrando diferentes estilos en una misma fachada, algo típico de los primeros rascacielos de la ciudad.

Chicago también vio surgir la colaboración entre arquitectos, ingenieros especializados en estructuras y constructores, en torno a los nuevos proyectos de rascacielos. Históricamente la industria inmobiliaria había sido dominada por individuos y pequeñas firmas que aunaban los roles de arquitecto y de ingeniero, pero todo esto se rompió en Chicago en esta época, siendo reemplazado por una alianza de especialistas: por un lado, arquitectos que se concentraban en la apariencia del rascacielos y, por otro, ingenieros que se hacían cargo de la estructura que le permitía mantenerse en pie. Las firmas de arquitectos de Chicago se hicieron grandes y jerarquizadas, con numeroso personal especializado. La famosa D. H. Burnham & Company, por ejemplo, parecía a los visitantes una pequeña fábrica y terminó expandiéndose hasta emplear a ciento ochenta personas.
La escuela de Chicago produjo rascacielos grandes y con una apariencia sólida, construidos con un aspecto y con una altura similares. El resultado era normalmente un palazzo parecido a una caja, iluminado idealmente por un patio central de luces, si el espacio lo permitía. El exterior del edificio estaba normalmente dividido en tres partes: una base, una sección media y el remate del tejado. Este diseño tripartito fue pensado tanto para emular columnas clásicas como para reflejar las funciones de las diferentes partes del rascacielos. El patio central podía quedarse en un simple acceso para la luz y la ventilación, pero muchas compañías preferían techar el patio con cristaleras para crear un atrio comercial lleno de tiendas y restaurantes. El precio del alquiler de estas tiendas ascendía a cinco o seis veces el del espacio de oficina, y suponía un importante incremento en los ingresos que proporcionaba la explotación del edificio. Las ventanas de los rascacielos de Chicago también fueron características del estilo: eran grandes y no podían abrirse, y estaban flanqueadas a cada lado por ventanas de guillotina más pequeñas, combinación que permitía acceder a la luz del sol y a una ventilación adecuada. Algunas veces sobresalían ligeramente de la fachada formando ventanas voladizo.
Aunque el exterior de los rascacielos de Chicago era relativamente sencillo, los accesos de entrada y los vestíbulos fueron decorados de un modo lujoso. El Unity Building, por ejemplo, tenía «mármoles verdes y siena de Numidia y de los Alpes... una artística cristalera de vidrio y bronce... una terraza de mármol» junto a «columnas de estilo corintio con capiteles finamente tallados, candelabros chapados en oro y plata, una celosía plateada» en los ascensores. El objetivo era proyectar un sentido de prosperidad y de solidez financiera, que a su vez atraería a inquilinos dispuestos a pagar altos alquileres. Para los inquilinos, tales decoraciones eran buenas para la credibilidad de sus propios negocios, y confirmaban su propio estatus social como profesionales.
Nueva York se enfrentó a unos desafíos arquitectónicos similares, pero, en comparación a Chicago, los arquitectos de rascacielos trabajaron más distanciados de los ingenieros y de otros especialistas, manteniendo la fuerte influencia del movimiento Beaux Arts y concibiendo su función como fundamentalmente artística en lugar de estar asociada a las artes mecánicas. Sus estudios y despachos tendieron a ser pequeños, semejantes a talleres de estilo atelier. A los ingenieros estructurales en Nueva York les llevó más tiempo establecer un rol profesional fuerte, lo que quedó reflejado en una ingeniería de inferior calidad en muchos de los primeros rascacielos de la ciudad. El estilo de Nueva York se caracterizó por alturas asombrosas y por un uso un tanto ecléctico de los elementos arquitectónicos de otros períodos, lo que contribuía a crear una apariencia enérgica y llamativa. Las torres eran frecuentes, por hacer un mejor uso de los relativamente pequeños solares de Nueva York. Algunos rascacielos emularon el estilo tripartito de Chicago, pero otros fragmentaron su fachada en varios estratos, cada uno con su propio estilo. Los partidarios defendían que así se reintroducía un sentido de proporción humana a estos altos edificios; pero los detractores argumentaban que los resultados eran confusos y desgarbados.

### La vida en los primeros rascacielos

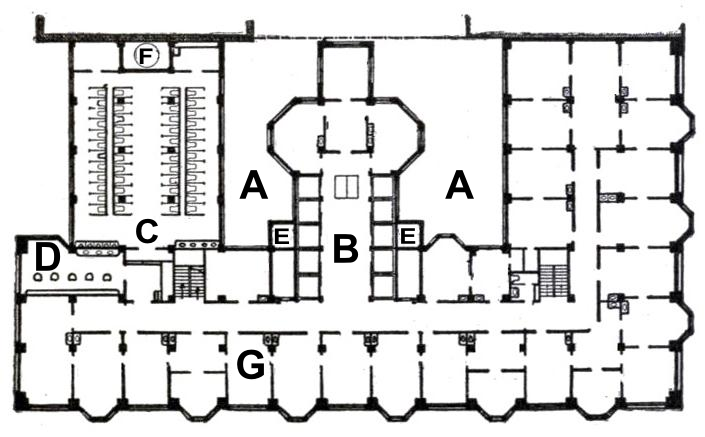
Planta de piso típica del Chicago Stock Exchange Building, de 1893; A: patio; B: vestíbulo; C: baño; D: barbería; E: ventilación; F: chimenea; G: oficina, 3.66 × 5.79 m.

Los primeros rascacielos se hicieron principalmente para pequeñas oficinas, con una anchura típica de solo 3,66 m, que fueron colocadas una al lado de otra en largos pasillos, siguiendo un patrón inicialmente utilizado en el edificio Oriel Chambers de Inglaterra, en 1864. Permitía que las pequeñas empresas pudieran alquilar un espacio pequeño, de una o dos oficinas, pero posibilitando una expansión futura con el alquiler de cubículos adicionales si se veía la necesidad. Las oficinas de los rascacielos dependían de la luz natural que entraba por las ventanas, reforzada, si era necesario, con una tenue iluminación eléctrica por medio de lámparas de escritorio. Para la época, estas oficinas eran muy modernas, con radiadores, conductos de ventilación, los últimos adornos y complementos, y modernos sistemas de comunicación como teléfonos y tubos neumáticos. Por ello, muchas compañías de Chicago prefirieron trasladarse desde sus viejas oficinas, ubicadas en edificios de baja altura, a espacio alquilado en los nuevos rascacielos, considerado más conveniente y saludable.
Los primeros rascacielos fueron principalmente ocupados por trabajadores varones, pero esto cambió durante la década de 1890, en la que se hizo más común la presencia de empleadas femeninas. Por ejemplo, el porcentaje de oficinistas mujeres se incrementó en Chicago de un 11 % en 1880 a un 21 % en 1890, alcanzando el 30 % en 1900. Se suscitaron preocupaciones morales por la presencia de hombres y mujeres en tales oficinas, que tradicionalmente se consideraban un espacio masculino, lleno de humo de tabaco y de conversaciones indecentes y, por lo tanto, inadecuado para mujeres. Las nuevas empleadas trabajaban típicamente como mecanógrafas o taquígrafas, utilizando la recién inventada máquina de escribir, cuyo número se incrementó en las oficinas de los Estados Unidos de 146 en 1879, a 65 000, en 1890.
Los rascacielos proporcionaban un amplio espectro de servicios a sus inquilinos, como tiendas, restaurantes, barberías, tabaquería, venta de periódicos, sastres, especialistas profesionales y librerías. Los rascacielos también contrataban un importante número de empleados de servicio para tareas de mantenimiento y asistencia: un edificio como el Chicago Board of Trade gastaba un 20 % de sus ingresos en personal de servicio, con un total de cuarenta y una personas —conserjes, operadores de ascensores, mecánicos y un electricista—. Esta colección de servicios e instalaciones hizo que se considerara a los rascacielos de la época como pequeñas ciudades en sí mismas.

### Críticas y reforma en Chicago
La oposición a los rascacielos en Chicago empezó a crecer finales de 1880 y principios de 1890. Incluso antes del desarrollo de los rascacielos, ya existían críticas en Chicago hacia los grandes edificios por dominar iglesias y casas privadas, y este sentimiento se incrementó. Los críticos se quejaban de que la concentración de edificios altos en el centro de la ciudad estaba causando una gran congestión, y cada nuevo rascacielos provocaba también la quema de carbón adicional para proporcionar energía a sus instalaciones, consumiendo todos juntos más de un millón de toneladas al año y dejando una capa de humo y aire viciado sobre Chicago. Existía también preocupación por el riesgo de que se produjera un gran incendio y de que se terminara extendiendo, fuera de control, de edificio en edificio.
Chicago no era la única ciudad en estar preocupada por el crecimiento de los rascacielos. En Boston, los edificios Fiske y Ames Building fueron construidos a finales de 1880, con una altura de 56 y 58 m, respectivamente, pero las protestas de los ciudadanos y de los intereses inmobiliarios provocaron que la ciudad aprobara una norma limitando la altura de los nuevos edificios a un máximo de 37 m, lo que suponía en la práctica una prohibición para los rascacielos. Del mismo modo, las ciudades de Filadelfia, Los Ángeles y Washington D. C. introdujeron también controles de altura para limitar la construcción de rascacielos.
El factor decisivo para el cambio en Chicago, sin embargo, fue la desaceleración económica a principios de 1890, que terminaría en el pánico financiero de 1893. La recesión, combinada con la frenética construcción de los años previos, significó que se produjo repentinamente en Chicago un excedente de espacio de oficina, amenazando los niveles de ocupación y de ingresos por alquiler. Con el fin de atajar el problema el ayuntamiento introdujo una nueva normativa en 1892, apoyada por los promotores inmobiliarios, quienes esperaban reducir la construcción de nuevo espacio de oficina y apuntalar así su decreciente margen de beneficios. La altura de los nuevos edificios fue limitada a 46 m, con alturas más bajas en las calles estrechas, limitando en la práctica la construcción de rascacielos.}

## La «Primera Gran Época»: 1900-1919

### El auge anterior a la guerra
Los primeros años del siglo XX vieron la construcción, en Nueva York, de una serie de rascacielos técnicamente sofisticados y arquitectónicamente seguros, y esto fue denominado por los académicos Sarah Landau y Carl Condit como la «primera gran época» en la construcción de rascacielos. Algunos edificios eran de un estilo relativamente conservador y clásico, por ejemplo, los edificios Mutual Life, Atlantic Mutual y Broad Exchange, todos diseñados por Clinton y Russell. Otros abrieron nuevos caminos, como el edificio Flatiron, inaugurado en 1903 cerca de Madison Square. La firma Daniel Hudson Turnham, de Chicago, diseñó ese edificio de 94 m de altura y veintiún pisos. El edificio, de forma estrecha e inusual, necesitaba un fuerte refuerzo contra el viento; su fachada era rica en detalles, incorporando características estilísticas más habituales en Chicago. El Flatiron obtuvo un éxito de crítica y público, y fue comparado con el Partenón de la Antigua Grecia convirtiéndose, durante un tiempo, en un símbolo de Nueva York.
La construcción de la Singer Tower fue anunciada por la compañía en 1906, pretendiendo construir el rascacielos más alto del mundo. La compañía ya poseía varios edificios de menor altura en Nueva York, a los que pretendía incorporar la torre, cuya parte baja planeaba alquilar a otros inquilinos para costear la utilización de la parte superior, que se reservaba para ella misma. El rascacielos fue diseñado por Ernest Flagg, un defensor del estilo Beaux Arts y conocido crítico de los rascacielos existentes, quien justificó hacerse cargo del proyecto como una manera de generar apoyo para la reforma de los rascacielos. El diseño fue un desafío técnico, puesto que una torre tan alta y estrecha necesitaba un refuerzo especial contra el viento y, además, la base de roca estaba tan profunda que requirió unos cimientos muy hondos. La fachada fue hecha en ladrillo oscuro siguiendo el estilo Beaux Arts del resto del complejo, con un vestíbulo abalconado en mármol italiano. Cuando se inauguró, en 1908, tenía cuarenta y siete pisos y su altura era de 187 m; los visitantes pagaban 50 céntimos de dólar (unos 12 dólares de 2010) para acceder al área de observación en lo alto del edificio y disfrutar de las vistas.
La Metropolitan Life Insurance Tower fue inaugurada en 1909, y supuso la culminación de un largo proyecto de construcción de N. LeBrun e Hijos para alojar al personal, en rápido aumento, de la sede de Metropolitan Life, unas dos mil ochocientas personas en 1909. Con una altura de 210 m y cincuenta pisos, se convirtió en el edificio más alto del mundo. Metropolitan Life intentaba que el rascacielos promoviera la imagen de la compañía y la construcción estuvo rodeada de publicidad. La torre figuró en las portadas de destacadas revistas como Scientific American, así como en los laterales de los envases de cereales en copos, paquetes de café y coches. Estuvo en cierto modo inspirada en el Campanile de San Marcos en Venecia y contenía abundantes detalles de estilo renacentista temprano, con añadidos modernos como enormes esferas de reloj, lámparas eléctricas para iluminación nocturna y una plataforma de observación en lo alto. Los arquitectos contemporáneos Everett Waid y Harvey Corbett relataron que el edificio tenía «las últimas ideas en ventilación, aire acondicionado, amortiguamiento de sonido, luz artificial, intercomunicación de tubos neumáticos, teléfonos, timbres de llamada, unidades de operación de relojes [e] instalaciones especiales en cuanto a ascensores y escaleras mecánicas». El diseño se ganó un general aplauso entre los arquitectos americanos.

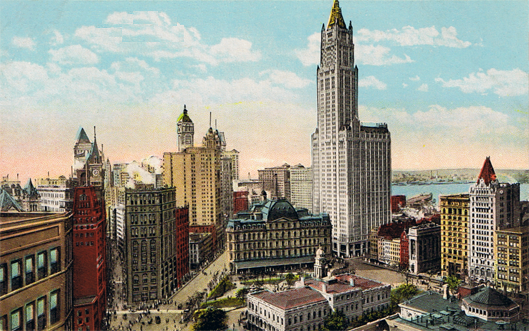
Tarjeta postal en color del «Edificio Woolworth y el City Hall Park, Nueva York», hacia 1913, cuando era el edificio más alto del mundo.

La construcción del Woolworth Building fue anunciada en 1910 por Frank Woolworth, quien quería crear la propiedad más rentable de los Estados Unidos. El proyecto tomó cuerpo y Woolworth finalmente optó por un rascacielos de cincuenta y cinco pisos y 241 m de altura, el edificio más alto del mundo en su tiempo, con un coste de 13,5 millones de dólares (unos 5100 millones en 2010). Los diseños del arquitecto Cass Gilbert permitían una alta proporción de espacio utilizable —y, por ello, rentable— a nivel de suelo, con mucha luz y una distribución de planta flexible para poder ser compartida por inquilinos distintos. Se instaló un equipamiento a la última para atraer a inquilinos importantes, con los ascensores más rápidos del mundo, dotaciones de seguridad y una piscina. Gilbert adoptó el estilo Beaux Arts, utilizando terracota y vidrio para subrayar las líneas verticales que reproducían la estructura subyacente, e incorporando características del estilo gótico flamígero de los siglos xv y xvi. El edificio culminaba con una torre dorada que se fundía con el cielo produciendo una ilusión de altura aún mayor. Estaba iluminado por la noche y coronado con luces intermitentes blancas y rojas. Se le llamó la «Catedral del comercio», algo que no gustó a Gilbert pues había intentado evitar cualquier parecido con la arquitectura eclesiástica.
Mientras tanto, la industria de los rascacielos en Chicago también experimentó un auge durante la década anterior a la Primera Guerra Mundial. La red de tren elevado de la ciudad ya estaba funcionando en 1910, permitiendo un flujo mayor de trabajadores hacia el centro. Solo en 1910 se crearon 140 000 m² de nuevas oficinas y hacia el final de la década Chicago ocupaba el segundo puesto en cuanto al espacio de oficinas de sedes empresariales en los Estados Unidos. Las firmas arquitectónicas de Chicago tales como Daniel H. Burnham y más tarde Graham, Anderson, Probst & White continuaron diseñando rascacielos de estilo palazzo, que se habían hecho populares en la década anterior. Chicago había alojado la Exposición Mundial Colombina en 1893, un acontecimiento internacional de masas que había suscitado interés en los temas de arquitectura clásica y de entornos urbanos bien diseñados. Chicago también mantuvo extensas discusiones en 1909 sobre el potencial rediseño de grandes partes de la ciudad, el Plan Burnham de Chicago.
Los rascacielos que aparecieron en esta época reflejaban esos debates: los edificios Railway Exchange, Peoples Gas e Illinois Continental and Commercial Bank era cubos imponentes de estilo palazzo, que ocupaban un cuarto de manzana y tenían una altura similar, con fachadas divididas según el clásico diseño tripartito y adornadas de columnas y detalles clásicos. A pesar de la aparente uniformidad del diseño, los edificios individuales mostraban considerables variaciones en los detalles, en un esfuerzo por expresar sus identidades particulares: el edificio People's Gas utilizaba textura y el edificio Railway Exchange terracota blanca, por ejemplo.

### Mejoras en la edificación

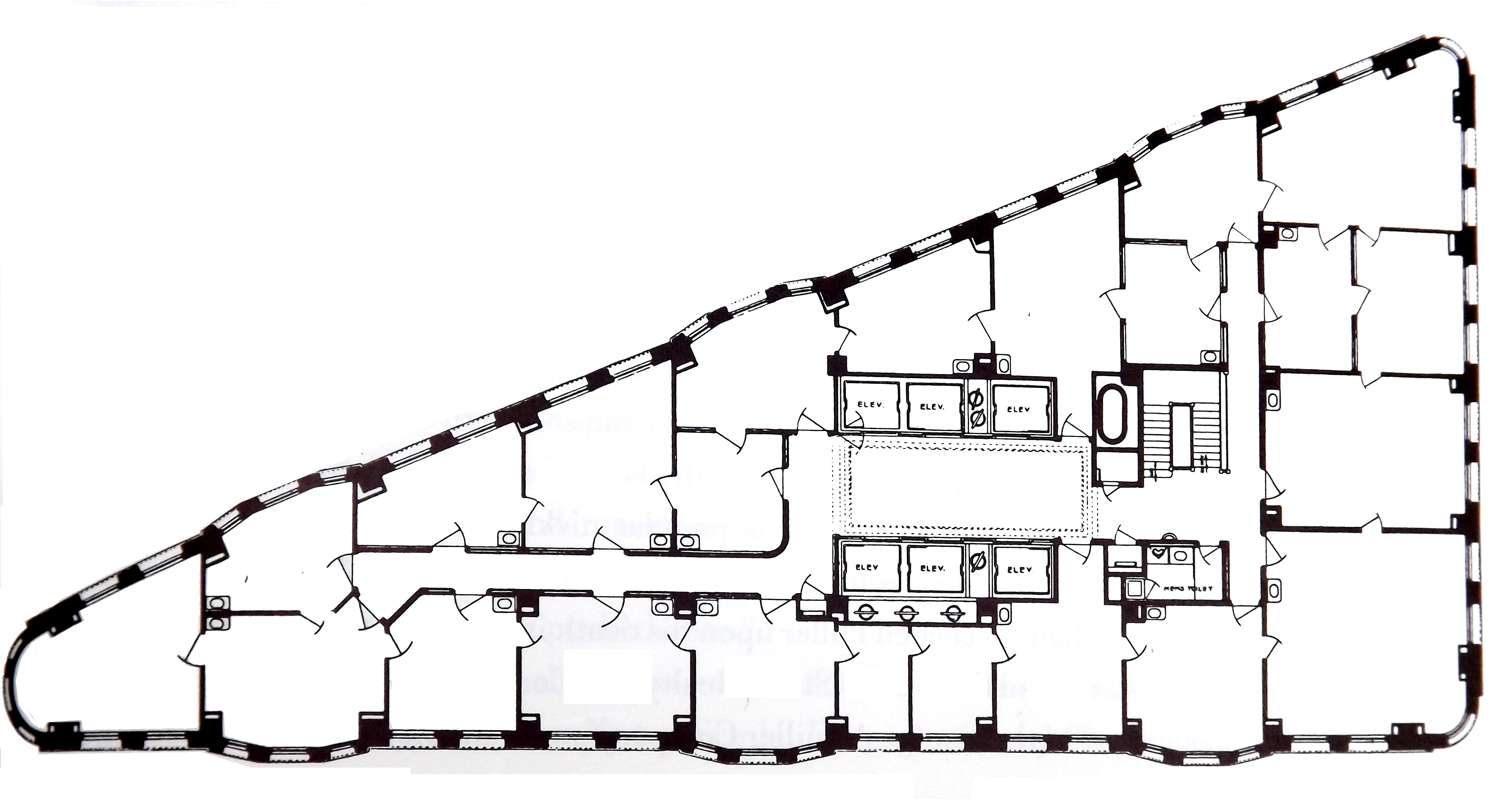
Planta típica del edificio Flatiron.

El proceso de construcción de rascacielos se volvió más sofisticado, empezando con la compra de los solares necesarios para el proyecto. Las parcelas eran adquiridas en secreto por corredores trabajando a comisión, operando bajo denominaciones diversas para evitar subidas de precio si la construcción planeada llegaba a conocerse. Primero se adquirían los solares situados al borde de la calle, de modo que, si la noticia del rascacielos proyectado se hacía pública, los dueños de los solares situados en la parte posterior no tuvieran más opción que la de vender. La financiación era aportada normalmente por bancos y compañías de seguro, o conseguida mediante la emisión de obligaciones o bonos por una casa especializada, siendo este último método el más utilizado después de la Primera Guerra Mundial.
Se hicieron esfuerzos para mejorar los procedimientos de erigir rascacielos, en gran medida gracias al trabajo de constructores como Louis Horowitz y Frank Gilbreth, quienes se basaban en los recientes trabajos del especialista en eficiencia Frederick Taylor. Se idearon horarios planificados para todas las tareas que había que realizar, con todos los costes cuidadosamente vigilados por medio de informes diarios. Los resultados se pusieron de manifiesto durante la construcción del edificio Woolworth, en donde 1153 toneladas de acero fueron ensambladas en solo seis días, todo un récord para la época. Se introdujeron técnicas mejoradas de refuerzo contra el viento. La utilización de caissons neumáticos en la cimentación de los rascacielos se hizo más avanzada: en la construcción del Manhattan Municipal Building, de 1908, se logró hundir esos caissons 44 m por debajo del nivel del suelo, con trabajadores especialmente equipados operando en turnos y con asistencia médica permanente.
También se introdujeron nuevas tecnologías dentro de los edificios. Por primera vez se empezaron a instalar en los rascacielos rápidos ascensores Otis accionados por electricidad en lugar de por mecanismos hidráulicos a vapor, que estaban además asegurados con amortiguadores de aire Ellithorpe para proteger a los pasajeros en caso de fallo. La iluminación mejoró gracias a los niveles eléctricos recomendados en 1916 que duplicaban los recomendados en 1890. No obstante, los rascacielos aún dependían fundamentalmente de la luz natural, lo que requería instalar grandes ventanales y tener techos altos que permitieran a la luz penetrar hasta el fondo de las oficinas: una oficina con una profundidad mayor de 8,5 m no era considerada un diseño práctico.

### Vida en los rascacielos

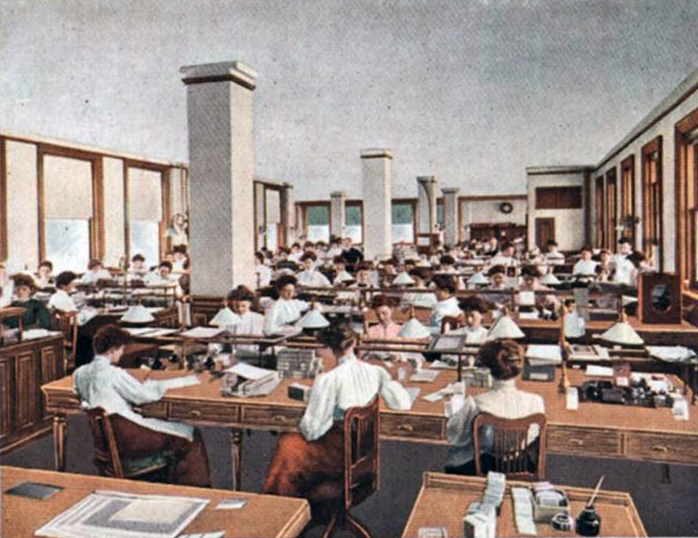
Condiciones de trabajo en la torre Metropolitan Life Insurance Company, en 1910.

Una de las razones para el aumento en el número de rascacielos durante este periodo fue el incremento en la demanda de personal de oficina. Esta demanda en parte provenía de que muchas compañías estadounidenses se hacían mayores y más complejas, y los sectores que empleaban personal de cuello blanco, tales como seguros y banca, crecían en importancia. También era impulsada por el cambio tecnológico. Junto a las máquinas de escribir las oficinas fueron equipadas con máquinas de sumar, teléfonos y archivadores. Todo ello no solo incrementaba la demanda de espacio sino que al mismo tiempo requería personal cada vez más especializado.
Los inquilinos y los ingresos por alquiler fueron esenciales para el éxito financiero de los rascacielos, ya que incluso los más altos y los promovidos por compañías importantes alquilaban gran parte de sus oficinas. Los propietarios podían cobrar alquileres significativamente mayores si el espacio de oficina se ubicaba cerca de las ventanas principales, haciendo más rentable construir rascacielos con mucho espacio de oficina de calidad, aunque esto encareciera la construcción en un primer momento. Como resultado, surgió un modelo estándar para las oficinas individuales tanto en Nueva York como en Chicago: o bien una planta rectangular tras la fachada o bien un diseño en forma de «T», con un espacio de entrada que daba paso a dos oficinas con ventanas, separadas por particiones traslúcidas. Los rascacielos tomaban típicamente como inquilinos un gran número de empresas relativamente pequeñas. Un rascacielos como el Woolworth Building tenía unos 600 inquilinos diferentes en 1913, por ejemplo, mientras un inquilino típico podía tener alquilados cuatro o cinco cubículos.

### Críticas
Los rascacielos, particularmente los de Nueva York, atrajeron muchos comentarios, a veces negativos. A su regreso a Nueva York, el escritor Henry James condenó esos edificios en The American Scene como meros «gigantes del puro mercado», «monstruos mercenarios» condenados a ser derribados cuando otros edificios, más altos aún, tomaran su lugar. En Chicago la combinación de rascacielos y contaminación ambiental hacía que, como se quejaba Charles Warner, «apenas se podía ver a través de la calle en un día lluvioso, y los enormes edificios surgían amenazadores en el cielo negro de una penumbra fantasmal».

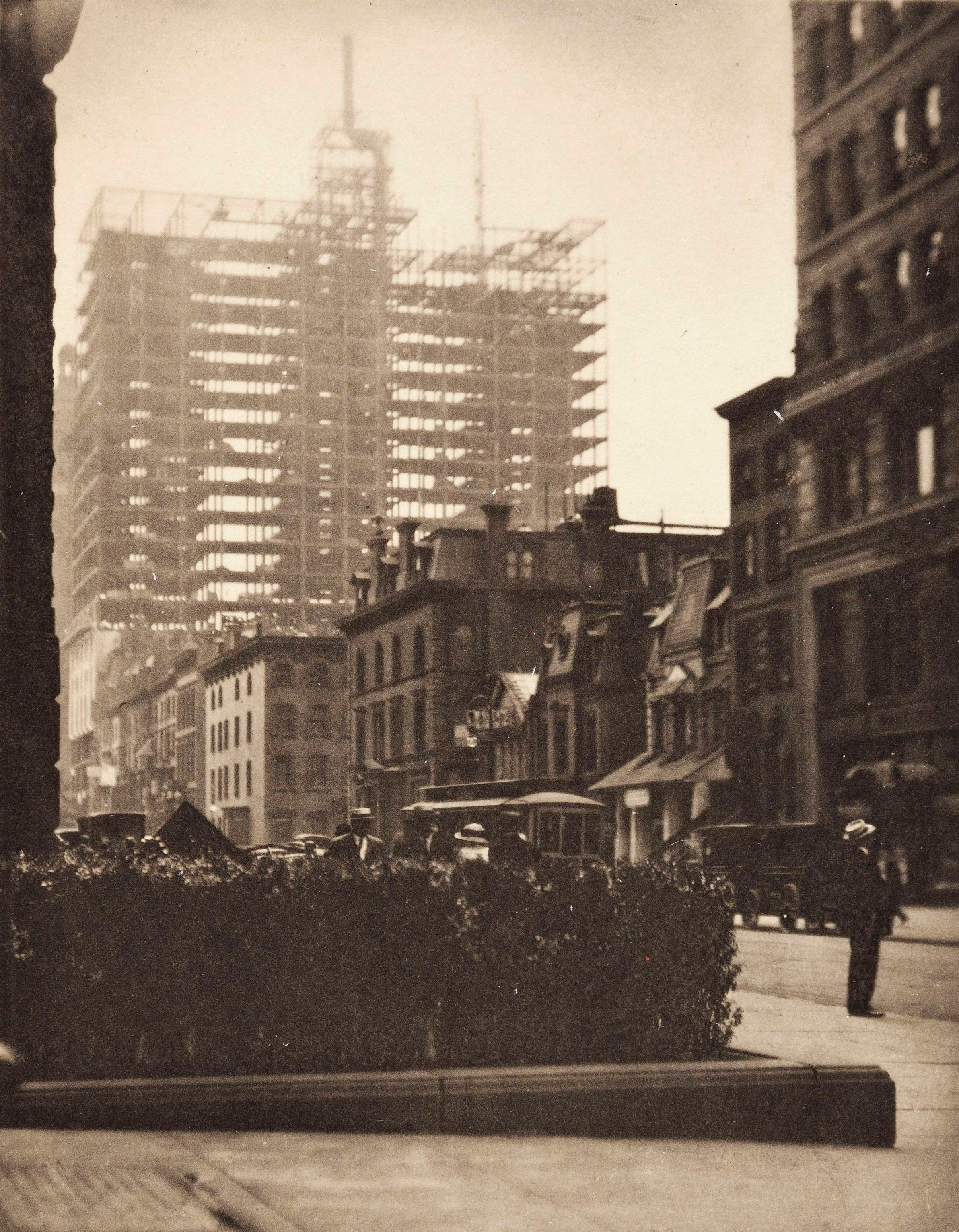
Viejo y nuevo Nueva York, foto de Alfred Stieglitz en 1910, mostrando el Hotel Vanderbilt en construcción.

Las opiniones artísticas también fueron diversas. Muchos, como Alfred Stieglitz, albergaron sentimientos mixtos sobre los rascacielos de Nueva York, reflejados en su famoso retrato de 1903 del Gridiron Building y en su trabajo de 1910 Viejo y nuevo Nueva York que presenta el contraste entre la elevada estructura de acero del Hotel Vanderbilt y los viejos edificios de poca altura de la misma calle. Los poetas también escribieron sobre este tema: el modernista Sadakichi Hartmann describe cómo «desde el revuelo de la ciudad y su enloquecedor rugido la forma monstruosa del Flatiron se eleva en un vuelo masivo». Pintores y dibujantes como Alvin Coburn y John Marin experimentaron con retratos de los rascacielos de Nueva York, captando los aspectos positivos y negativos de las estructuras modernas. En 1908 el artista Harry Pettit produjo una romántica interpretación de un Nueva York del futuro, lleno de rascacielos gigantes que sostenían puentes aéreos y recibían dirigibles de todo el globo.
La Exposición de Chicago inspiró a muchos arquitectos en América a diseñar ciudades con un urbanismo uniforme, en el cual cada edificio tenía características singulares pero que servía de complemento elegante a sus vecinos, típicamente por ser de la misma altura: «unidad visual horizontal». Al finalizar la exposición, muchos de estos defensores se unieron al movimiento Beaux Arts para formar el movimiento City Beautiful, proponiendo ciudades de baja altura con anchos bulevares, construidos en estilo clásico. Estos críticos condenaron los rascacielos de Nueva York; uno de ellos, Montgomery Schuyler, los acusaba de haber producido una «horrible sierra irregular» en el horizonte de la ciudad y lamentaba que ningún rascacielos moderno se había convertido en un éxito arquitectónico. Charles Lamb afirmó que el rascacielos menoscababa los derechos del resto de la ciudad al destruir la apariencia colectiva del área urbana. Algunos arquitectos, como Charles Mckim y Stanford White, se negaron totalmente a trabajar en ese tipo de proyectos.

### Reforma en Nueva York
En Nueva York también se pidió una legislación que evitara el crecimiento de los rascacielos, alegando sus efectos sobre el horizonte de la ciudad, pero estas peticiones encontraron obstáculos legales. La constitución de los Estados Unidos no permitía a las autoridades locales impedir la construcción de edificios solo por motivos estéticos, y una legislación de este tipo en Nueva York podía muy probablemente ser recurrida ante los tribunales.
Otros afirmaron que una reforma legal sobre rascacielos era necesaria por razones de salud pública y seguridad, ámbitos en los que la legislación de los Estados Unidos permitía mayor intervención estatal. El riesgo de incendio era preocupante, pues aunque los rascacielos eran relativamente inmunes al fuego, su altura hacía difícil combatir de manera convencional cualquier incendio. El arquitecto Charles Bragdon creía inevitable la aparición de un incendio a gran escala y a gran altura si no se legislaba a tiempo. El gran incendio de Baltimore de 1904 fue ampliamente mencionado como un ejemplo del riesgo en que se incurría y, aunque Baltimore casi no tenía rascacielos dignos de ese nombre, los abogados de la ciudad sostuvieron que los edificios más altos habían causado la extensión de las llamas por el casco urbano durante el desastre. Baltimore terminó aprobando una ley, en 1904, prohibiendo los edificios con una altura superior a 21 m. Otros críticos alegaban que los rascacielos comprometían el acceso a la luz y al aire, haciendo notar que los edificios altos generaban una larga sombra sobre la calle, impidiendo que los más bajos se beneficiaran de la luz de sol.

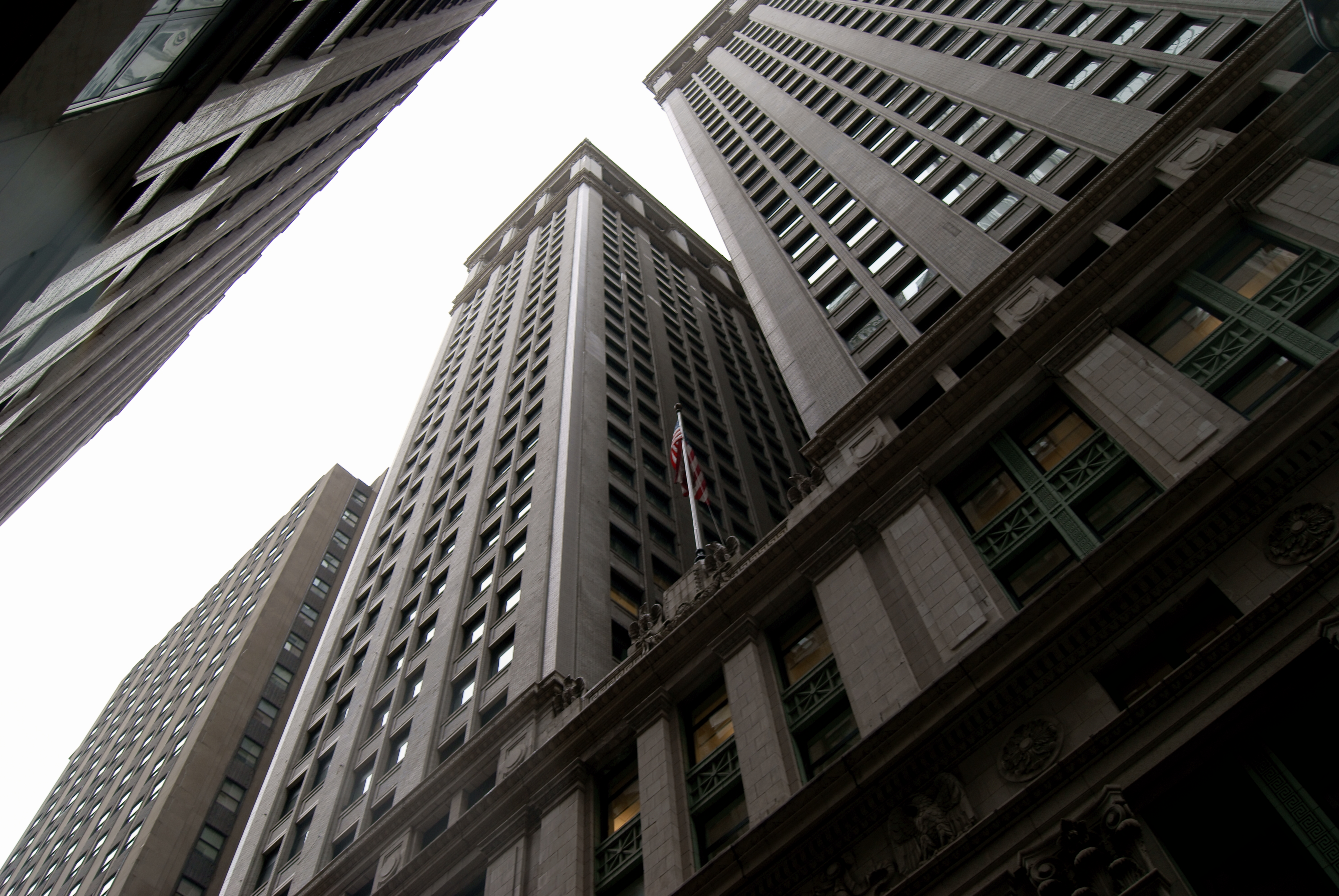
El Equitable Building en 2011, mostrando el aspecto desde la acera de los rascacielos anteriores a las normas de zonificación.

Los primeros intentos de Ernest Flagg, en 1896, para limitar la altura de los rascacielos de Nueva York fracasaron. También fueron fallidos los siguientes intentos producidos entre 1906 y 1908, y la legislación fue rechazada de nuevo en 1909, debido en parte a la presión de los intereses de los promotores. Sin embargo, después de 1913, el mercado inmobiliario de Nueva York entró en recesión y la desocupación en los edificios comenzó a crecer. La campaña por un cambio se vio reforzada por la construcción del Equitable Building en 1915, con un coste estimado de 29 millones de dólares (10 900 millones de 2010), que en seguida se hizo tristemente célebre por su gran altura y enorme volumen, que bloqueaban las vistas y dejaban a sus vecinos en una sombra permanente. Los promotores inmobiliarios retiraron finalmente sus objeciones a una nueva legislación y la Resolución de zonificación de 1916 fue aprobada.
Los detalles de esa legislación fueron en gran parte obra de George Ford. Este arquitecto simpatizaba con el movimiento City Beautiful, le desagradaban las formas poco imaginativas de muchos rascacielos de Nueva York y estaba preocupado por la salud pública urbana, pero no por ello dejaba de encontrar atractivos los edificios altos y creía que una uniformidad visual horizontal producía una arquitectura tediosa. Como consecuencia de la influencia de Ford, las leyes de Nueva York fueron relativamente minuciosas, dividiendo la ciudad en diferentes zonas. En cada una se aplicaba una particular envolvente de zonificación que controlaba la altura de los posibles edificios. Un edificio solo podía elevarse verticalmente desde la acera unos 30 m, y a partir de ahí tenía que escalonarse o retranquearse hacia atrás en un ángulo determinado para permitir que la luz del sol alcanzara la calle. En una cuarta parte del solar, sin embargo, el dueño podría construir tan alto como quisiera, sin ninguna restricción adicional.

## Período de entreguerras, crecimiento y depresión: 1920-1939

### Crecimiento en la posguerra
Al terminar la Primera Guerra Mundial, se produjo en los Estados Unidos una explosión inmobiliaria, con un incremento espectacular en la construcción de nuevos rascacielos en el periodo 1925 a 1931. En Nueva York, una cuarta parte del distrito financiero fue reconstruido entre 1928 y 1931, con 17 000 000 pies cuadrados (1 600 000 m²) de nuevo espacio de oficina añadidos solo entre 1925 y 1929. Chicago vio como la presión crecía en el espacio de oficina disponible durante la guerra; la construcción se vio limitada por la escasez de suministros y como resultado los alquileres se elevaron un 100 % entre 1919 y 1924. Este nivel de beneficio potencial trajo consigo una explosión de nuevas construcciones a la ciudad e infló los precios en el mercado inmobiliario, conduciendo a especulaciones financieras con la introducción de hipotecas del 100 % para nuevas construcciones. Un número de la época de la revista Fortune afirmaba sarcásticamente que «todo lo que una persona necesita para poseer un rascacielos es dinero y suelo. Y podría arreglárselas sin dinero».

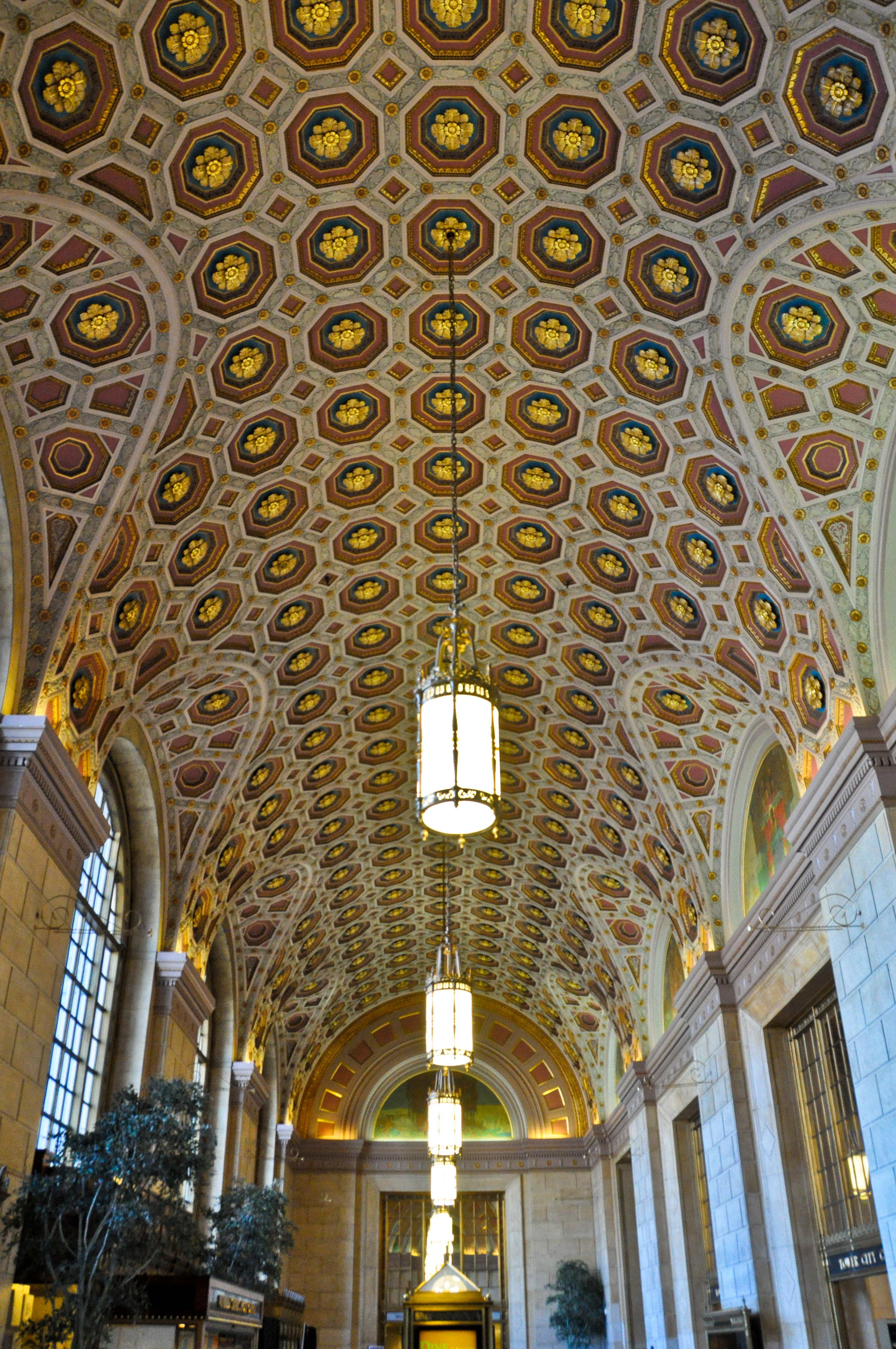
Entrada principal a la Terminal Tower de Cleveland, en 2012.

Los rascacielos continuaron creciendo en altura durante 1920. Esto fue en parte resultado de las mejoras tecnológicas: las estructuras de acero se habían vuelto cada vez más eficientes, mientras que las mejoras en el diseño de ascensores hicieron más fácil llegar a las plantas superiores. Los factores comerciales también influyeron, pues la demanda seguía elevando los alquileres, propiciando edificios más altos, y puesto que las oficinas de los pisos superiores tenían más luz solar, ese atractivo permitía cobrar alquileres más caros. Además, los edificios de gran altura proporcionaban una mayor publicidad a sus residentes, lo que facilitaba encontrar y retener a mejores inquilinos. Asimismo, cuanto más alto era el coste del suelo, más alto necesitaba ser el edificio para generar un adecuado retorno de la inversión, y así la altura mínima para un rascacielos rentable se incrementó a cuarenta o cuarenta y cinco pisos. Los rascacielos de setenta pisos se hicieron relativamente comunes, aunque un influyente estudio de 1930 mostró que la mejor tasa de retorno de la inversión en un rascacielos era construirlo de sesenta y tres pisos de altura, generando un beneficio anual del 10.25 %.
Los rascacielos continuaron extendiéndose tanto en los Estados Unidos como en el resto del mundo. Nueva York y Chicago siguieron siendo el centro de desarrollo de los rascacielos pero la mayoría de las ciudades principales de los Estados Unidos ya habían construido rascacielos hacia 1929, generalmente como resultado de una competición entre ciudades rivales que buscaban estatus e inversión. En Detroit, durante los años locos se hicieron el General Motors Building en 1920, el Westin Book Cadillac Hotel en 1924, el Buhl Building en 1925, el Book Tower en 1926, la Cadillac Tower en 1927, el Penobscot Building, el David Broderick Tower y el Fisher Building en 1928, el Guardian Building y el David Stott Building en 1929, y el First National Building en 1930.
Cincinnati construyó las Cincinnati Towers en 1914, seguidas por el complejo Carew Tower en 1930. En Cleveland se hicieron el Union Trust Building en 1923 y la Terminal Tower en 1929; esta última, construida por los hermanos Van Sweringen, fue, por poco tiempo, el segundo edificio más alto del mundo. Seattle había construido la Smith Tower ya en 1914, y el gobierno local de Los Ángeles se auto-dispensó de las restricciones urbanísticas de la ciudad para construir el Ayuntamiento de Los Ángeles en 1928. También en 1928, la Industrial National Bank Building fue construida en Providence.

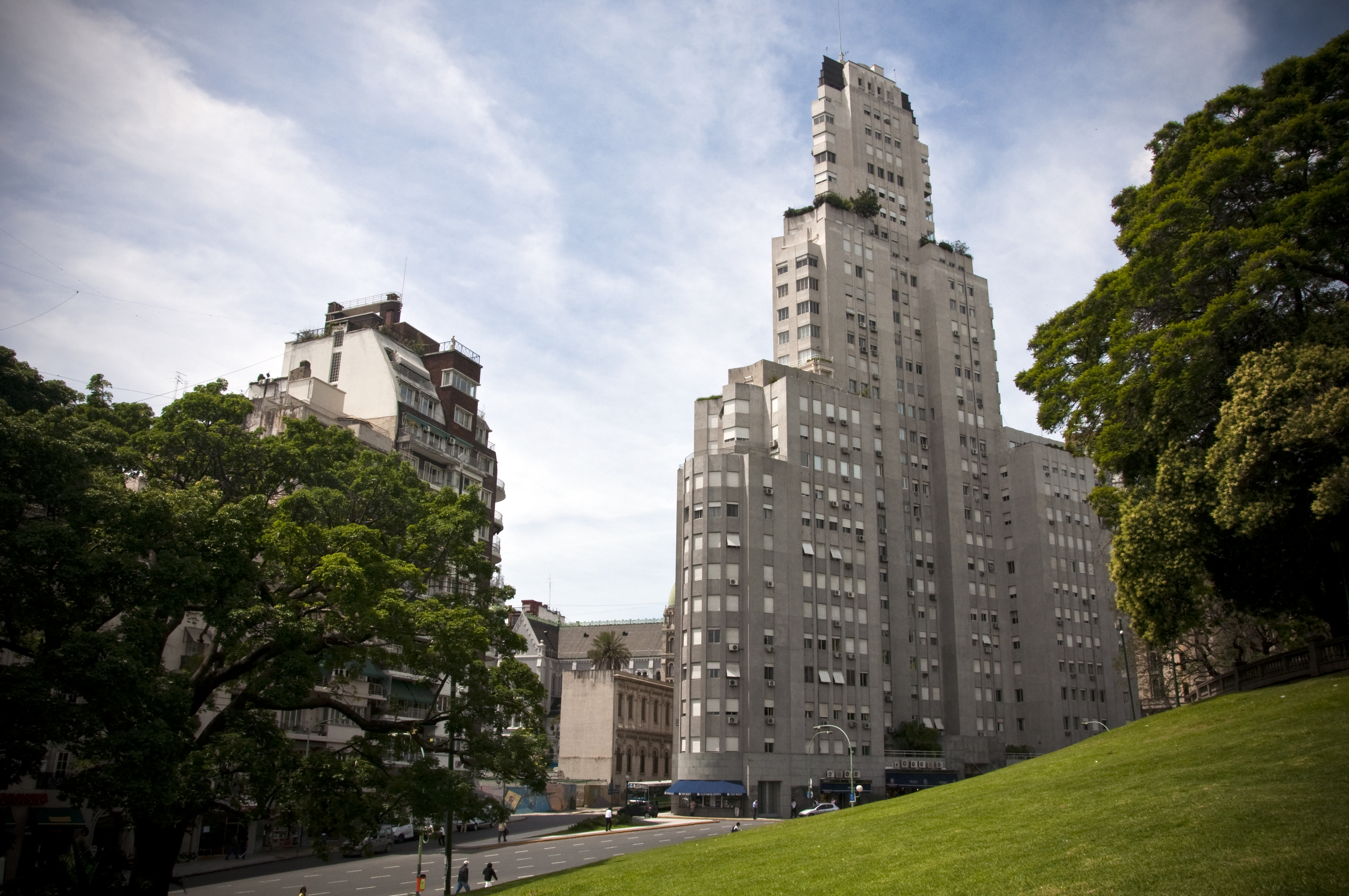
Edificio Kavanagh, Buenos Aires, 2009.

En otros países desarrollados también se construyeron rascacielos, aunque sin llegar a alcanzar el nivel de edificación visto en los Estados Unidos. Esto se debió en parte a la falta de fondos pero también a las preferencias arquitectónicas locales. Ciertas ciudades europeas, como Londres o París, tenían normativas que prohibían los edificios altos, pero en otros lugares empezaron a aparecer rascacielos, como el Imperial Bank of Commerce Building en Toronto, la Boerentoren en Amberes o el Edificio Kavanagh en Buenos Aires. Se propusieron muchos otros rascacielos en Europa, en un cierto frenesí urbanístico, pero solo unos pocos se materializaron. En la Rusia soviética se comenzó a finales de 1930 la construcción del Palacio de los Soviets, de 416 m, en el estilo del Clasicismo socialista, que se hubiera convertido en el edificio más alto del mundo, pero debido a la guerra el rascacielos nunca fue terminado. Durante la posguerra este estilo dio lugar a los monumentales edificios conocidos como las Siete Hermanas de Moscú.
La tecnología utilizada en la construcción de rascacielos continuó evolucionando. El tiempo se convirtió en un factor importante en el desarrollo de los proyectos, y los arquitectos y sus equipos de especialistas inventaron maneras más rápidas de diseñar y construir los edificios con el fin de minimizar el pago de intereses durante la construcción y acelerar la llegada de ingresos por alquiler. Hacia 1930 los rascacielos se construían en solo doce meses por equipos de unos cinco mil trabajadores, levantando típicamente cuatro plantas por semana. La construcción de rascacielos con forma de torre implicaba algunas adaptaciones en las técnicas de ingeniería, ya que en realidad se diseñaban dos edificios distintos —la base y la torre— que necesitaban quedar eficazmente integrados por medio de ascensores y otros equipamientos. La mayoría de las nuevas oficinas terminaron siendo de un tamaño estándar: 2.7 m de ancho por 6.1 a 9.1 m de fondo, dependiendo de la altura del techo, prefiriendo múltiples ventanas pequeñas a unas cuantas grandes. La iluminación eléctrica continuó mejorando, aunque comenzaba a generar un calor excesivo dentro de las oficinas. El aire acondicionado se instaló por primera vez en algunos rascacielos durante los años 1930..

### Rascacielosart décoy estilo escalonado en Nueva York

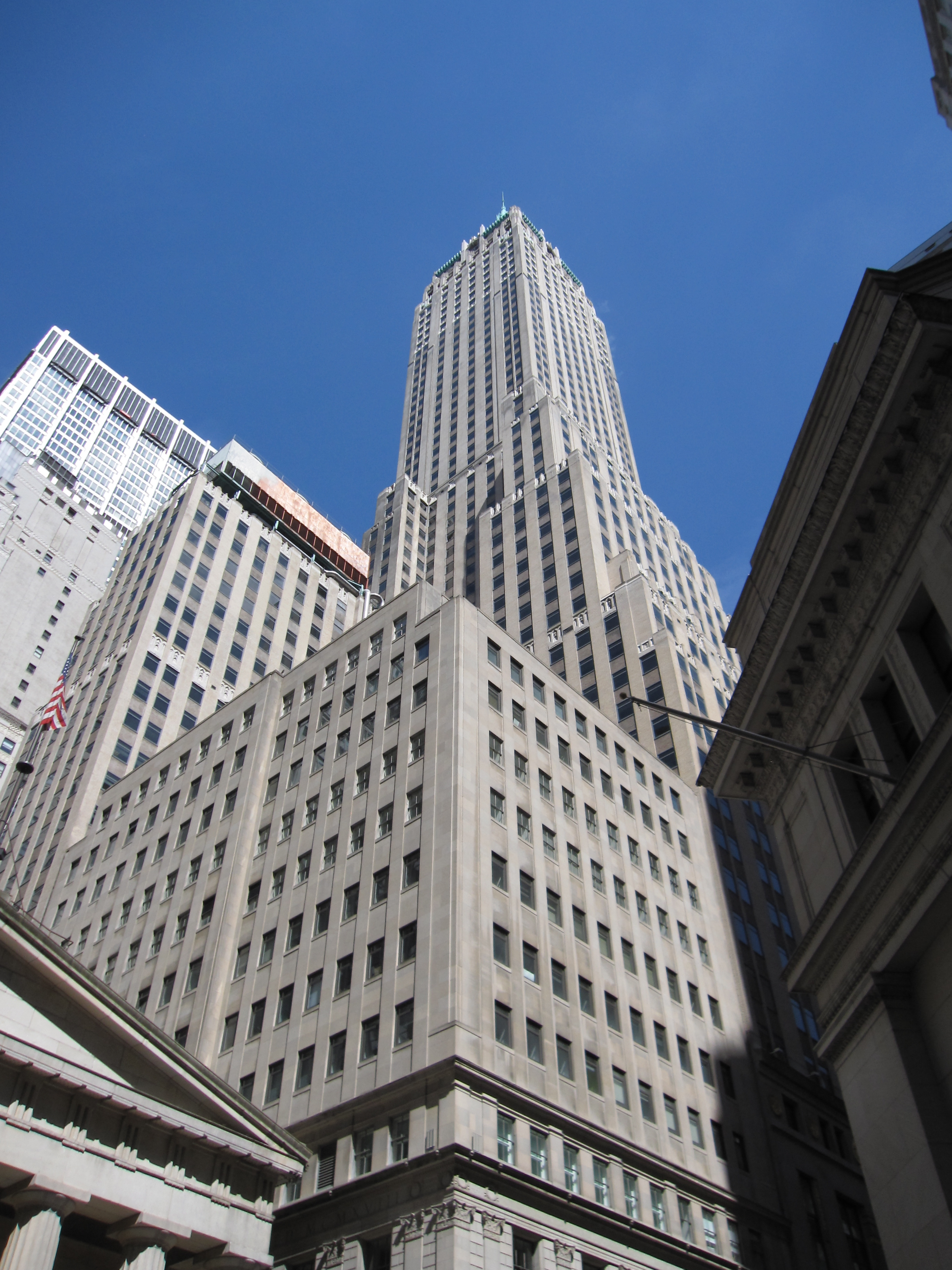
El edificio Bank of Manhattan Trust en 2010, mostrando el estilo escalonado.

Durante 1920 y 1930 muchos rascacielos fueron diseñados en estilo art déco. Este enfoque arquitectónico combinaba normalmente lo que Carlos Willis caracterizó como «estética de masa escultórica simple» con la utilización de colorido y ornamentación en las fachadas de los edificios. El objetivo era llamar la atención hacia la forma tridimensional cada vez más compleja del rascacielos, en contraste con los estilos previos que podían ser considerados, tal como decía el historiador Larry Ford, como «edificios bajos hechos más altos mediante plantas adicionales».Ford, 2005, p. 37 Se dejó de acentuar las ventanas para crear un fuerte sentido de forma y masa, y las paredes circundantes fueron tratadas como un tejido con textura, que viste el edificio desde abajo. Los rascacielos de este periodo normalmente perdieron sus divisiones ornamentales horizontales y, al contemplar el edificio, sus líneas quedaban rotas por los cambios físicos de volumen, cuyo conjunto dibujaba una silueta llamativa.
En Nueva York, la normativa emanada de 1916 para permitir que la luz y el aire llegaran a la calle alentó un enfoque escalonado o de zigurat en el diseño de los rascacielos. Este estilo escalonado a menudo hacía un uso irrestricto del 25 % del suelo permitido por la ley para terminar la construcción con una torre muy alta. Esto favoreció que edificios diferentes mantuvieran un elemento común de armonía y de consistencia de estilo. Los edificios 1501 Broadway y 120 Wall Street, por ejemplo, fueron construidos en el estilo escalonado pero sin torre porque el escaso tamaño de los solares habría hecho que las torres fueran relativamente estrechas y, por ello, una vez equipadas con los necesarios ascensores y elementos comunes, económicamente inviables. Muchos de los rascacielos construidos en solares más grandes o más caros optaron por las torres más altas posibles, como el edificio Bank of Manhattan Trust de 24 millones de dólares (3800 millones de 2010) o el edificio City Bank-Farmer Trust Company. Nueva York continuó su liderazgo en rascacielos durante esta época: en 1920 tenía diez veces el número de edificios altos que Chicago, su rival más cercana.
Algunos rascacielos de Nueva York complementaron las tradicionales oficinas de tipo cubículos unidas por pasillos con espacios más grandes y abiertos llamados «oficinas generales». Estas oficinas maximizaban el número de empleados que podían ser colocados en un espacio dado, y proporcionaban una mayor flexibilidad. También se crearon durante los años 1930 costosas suites empresariales, especialmente en Wall Street, y normalmente en los pisos más altos de los edificios. Las usaban los ejecutivos y directivos y su decoración era lujosa, con un estilo que variaba desde lo tradicional a lo exótico. Los vestíbulos de estos rascacielos adoptaron una presentación imponente, y algunos bancos evitaban ahora alquilar ese espacio a tiendas y restaurantes con el fin de lograr una atmósfera más exclusiva. Los rascacielos más grandes alojaban hasta 16 000 empleados, aunque las cifras más comunes se situaban entre 5000 y 10 000, y los edificios mantenían una variedad de servicios pensando en ellos, como salones de belleza, salones privados para el almuerzo, pedicuros y gimnasios. Un rascacielos como el Cities Service Buiding empleaba directamente a más de doscientas personas para gestionar y proteger el inmueble. La tecnología dentro de las oficinas también se hizo más sofisticada, con dictáfonos, máquinas de escribir automáticas y máquinas de tabulación que eran usadas por equipos de empleados cada vez más especializados.

### Torres en Chicago

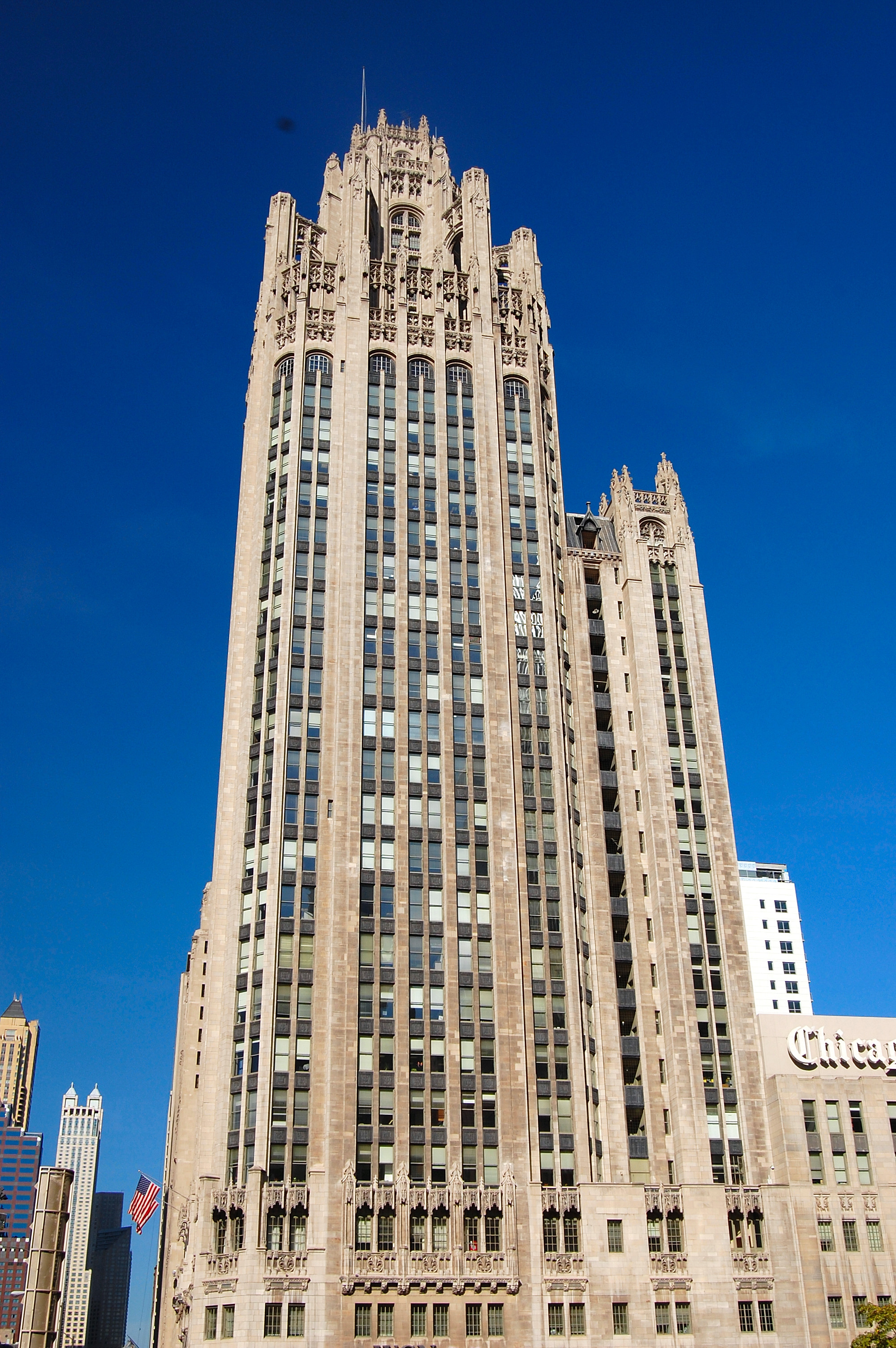
La Tribune Tower de Chicago fue uno de los edificios más famosos de los años 1920.

Chicago alteró sus leyes en 1920 para permitir que se construyeran torres como parte de los rascacielos. La altura máxima de un edificio en Chicago fue incrementada a 79 m, y los elementos no ocupados de un edificio, tales como torres ornamentales, fueron autorizados a elevarse hasta 120 m de altura. Otros cambios en la normativa llegaron en 1923, permitiendo por primera vez la existencia de torres más altas y ocupables, aunque sujetas a controles sobre el volumen de conjunto. El edificio principal de un rascacielos podía elevarse hasta 80 m, y se podía construir una torre en un 25 % del terreno, pero esta torre no podía tener un volumen superior a una sexta parte del conjunto principal. En la práctica, esto suponía que la torre no podría tener más de veinte pisos de altura en un rascacielos típico de Chicago.
Chicago aún prefería el estilo palazzo para los edificios, con grandes patios de luz en el centro, sobre todo porque seguía siendo el diseño más rentable. El Wrigley Building, construido bajo la ley de 1920, mostraba el efecto de dos torres ornamentales en lo alto de un rascacielos. Bajo la ley revisada, el Straus Building y el Pittsfield Building adoptaron el diseño palazzo, coronándolo con torres algo raquíticas pero produciendo edificios rentables.
Uno de los edificios más famosos de esta época, la Tribune Tower, fue el resultado de un concurso realizado por la empresa periodística Tribune Company en 1922 para celebrar su 75.º aniversario. El periódico era uno de los más importantes del mundo y utilizó el concurso, en el cual se invitó al público a dar su opinión sobre el diseño del rascacielos, para fidelizar a sus lectores y generar publicidad gratis. El diseño final fue determinado por un jurado, compuesto en su mayor parte por personas nombradas por la compañía, que escogió el diseño en torre de John Howells y Raymond Hood. La torre resultante tenía un aspecto gótico conservador, lo que desató casi inmediatamente una controversia sobre la decisión: Louis Sullivan y muchos otros criticaron el diseño de Howells y Hoods como un derivado de la torre Woolworth. A pesar de las críticas, la Tribune Tower recibió no menos de 20 000 visitantes a su plataforma de observación cuando se inauguró en 1925. El diseño no construido que quedó en el segundo lugar del concurso, un diseño más sencillo de Eliel Saarinen, también demostró ser muy influyente.
La popularidad del estilo anterior comenzó a decaer en favor de las torres. Una manera habitual de construirlas dentro del marco legal de Chicago era construir un bloque principal cuadrado con una columna central de servicio, y luego colocar simplemente una torre encima. Cuanto más masivo fuera el bloque principal, más alta podía ser la torre. El Trustees System Service Building y el Foreman State National Bank Building constituyen buenos ejemplos de este diseño. Alternativamente, la fachada del bloque principal podía hacerse rehundida, como la del Chicago Civic Opera Building o del LaSalle-Wacker Building, sacrificando algo de volumen pero produciendo el efecto visual de dos alas esbeltas que flanquean a una torre de mucha altura. El característico estilo escalonado de Nueva York no fue adoptado en Chicago, siendo el único ejemplo de este estilo el Palmolive Building en la North Michigan Avenue.

### La Gran Depresión

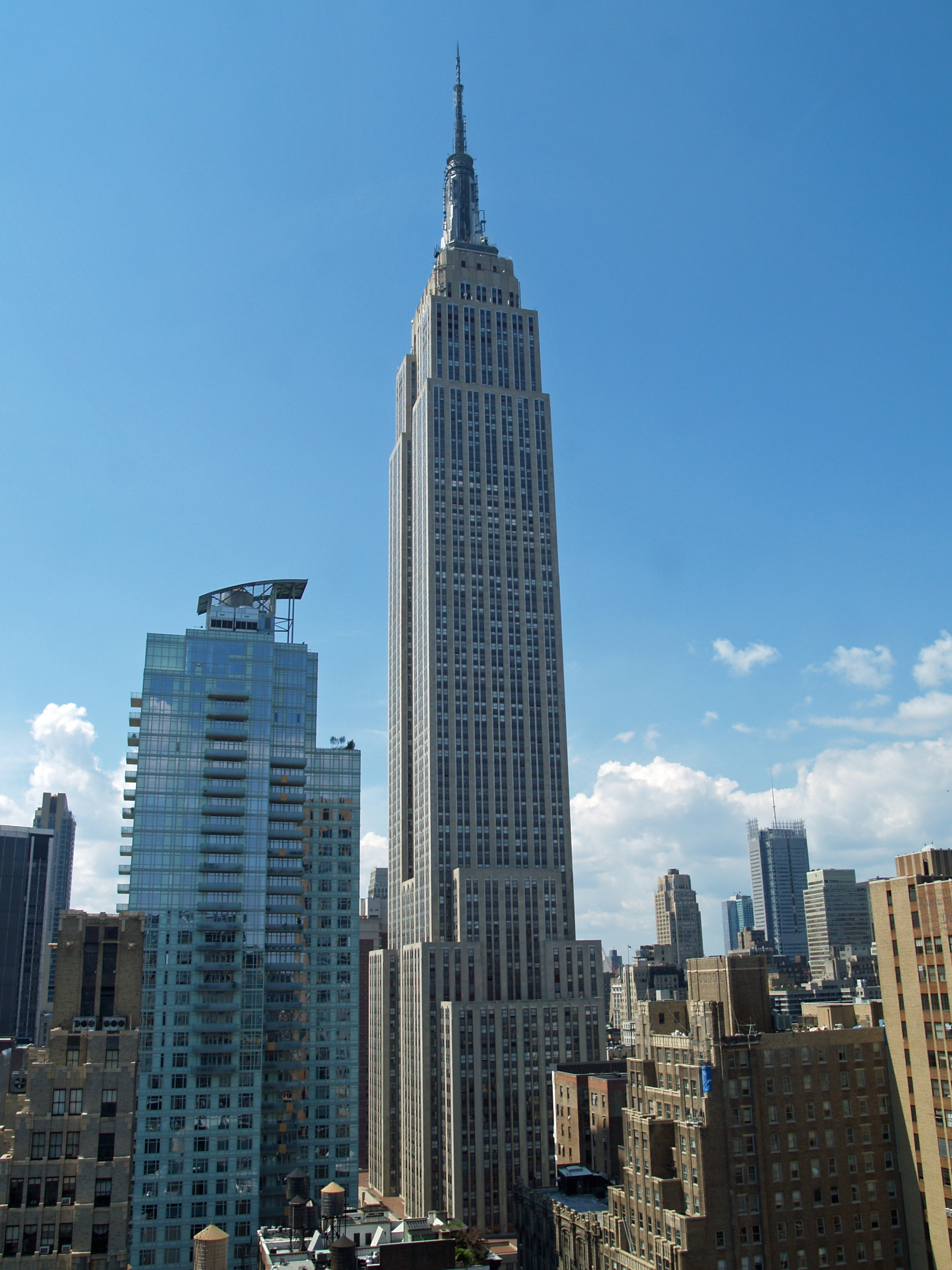
El Empire State Building en 2007.

El auge en la construcción de rascacielos empezó a decaer como consecuencia del crac de Wall Street en 1929, y el rápido crecimiento económico dio paso a los años de la Gran Depresión, en los que la construcción sufrió una ralentización generalizada. El mercado inmobiliario que respaldaba la construcción de nuevos rascacielos se desplomó y el valor de muchas propiedades cayó dramáticamente: la torre American Insurance Union Citadel costó 8 millones de dólares (1200 millones en 2010) en 1927, pero fue valorada en 3,5 millones (900 millones) en 1933; el edificio Bank of Manhattan Trust no pudo hacer frente a sus deudas en 1935 y fue puesto en venta por solo 1,2 millones de dólares (240 millones).  La importante empresa emisora de bonos, S. W. Straus, que se encontraba detrás de muchas promociones coronadas por el éxito, no pudo remunerar bonos por valor de 214 millones de dólares (47 000 millones) que estaban en manos de sus inversores; el promotor Van Swerigan Brothers también fue a la quiebra. El porcentaje de oficinas desocupadas comenzó a aumentar al ritmo de la recesión, incrementándose en el centro de Nueva York desde el 1 % a principios de 1920 hasta un 17 % en 1931 y un 25 % en 1934.
Ante la recesión, algunos proyectos de rascacielos fueron cancelados o reducidos. Los planes de la compañía Metropolitan Life para construir un rascacielos de cien pisos junto a la torre que ya había levantado fueron presentados en 1929, pero terminaron siendo abandonados debido a la recesión y a las críticas ante semejante gasto en el clima económico del momento. En su lugar, la primera fase del proyecto, conocido como North Building, se quedó en una altura de apenas treinta y dos pisos y el edificio, incluso con esa altura limitada, solo fue completamente terminado en 1950. En muchos otros casos, los proyectos que ya habían sido encargados fueron finalizados. Esto supuso que 2 400 000 m² de nuevas oficinas aparecieron en Nueva York entre 1931 y 1934, es decir, una vez ya iniciada la recesión, agravando el problema de exceso de oferta de alquiler. Algunos de estos edificios, sin embargo, se convirtieron en emblemáticos, elevando considerablemente los límites de altura de los rascacielos.
El Chrysler Building fue terminado en 1930, cuando la Gran Depresión comenzaba a mostrar su impacto. El arquitecto William Van Alen compitió con los diseñadores del Bank of Manhattan Trust Building para crear el edificio más alto del mundo, construyendo la aguja en una iniciativa de última hora para conseguir dicho título para el edificio de sesenta y nueve pisos y 319 m. El exterior fue construido en ladrillo blanco y gris, pero se utilizó mucho metal en su ornamentación, con gárgolas y cabezas de águila en níquel cromado e incluso un casco alado de Mercurio.Goldberger, 1985, p. 80 En la entrada se utilizaba granito negro para contrastar con las ventanas cromadas, y en el vestíbulo había mármol rojo y un mural en el techo. El diseño de las diferentes partes del edificio era individualizado, hasta con un diseño distinto para cada ascensor. Se colocó una sala de exposición de automóviles Chrysler en la planta baja del edificio, y una plataforma de observación junto al exclusivo Cloud Club en las plantas más altas.

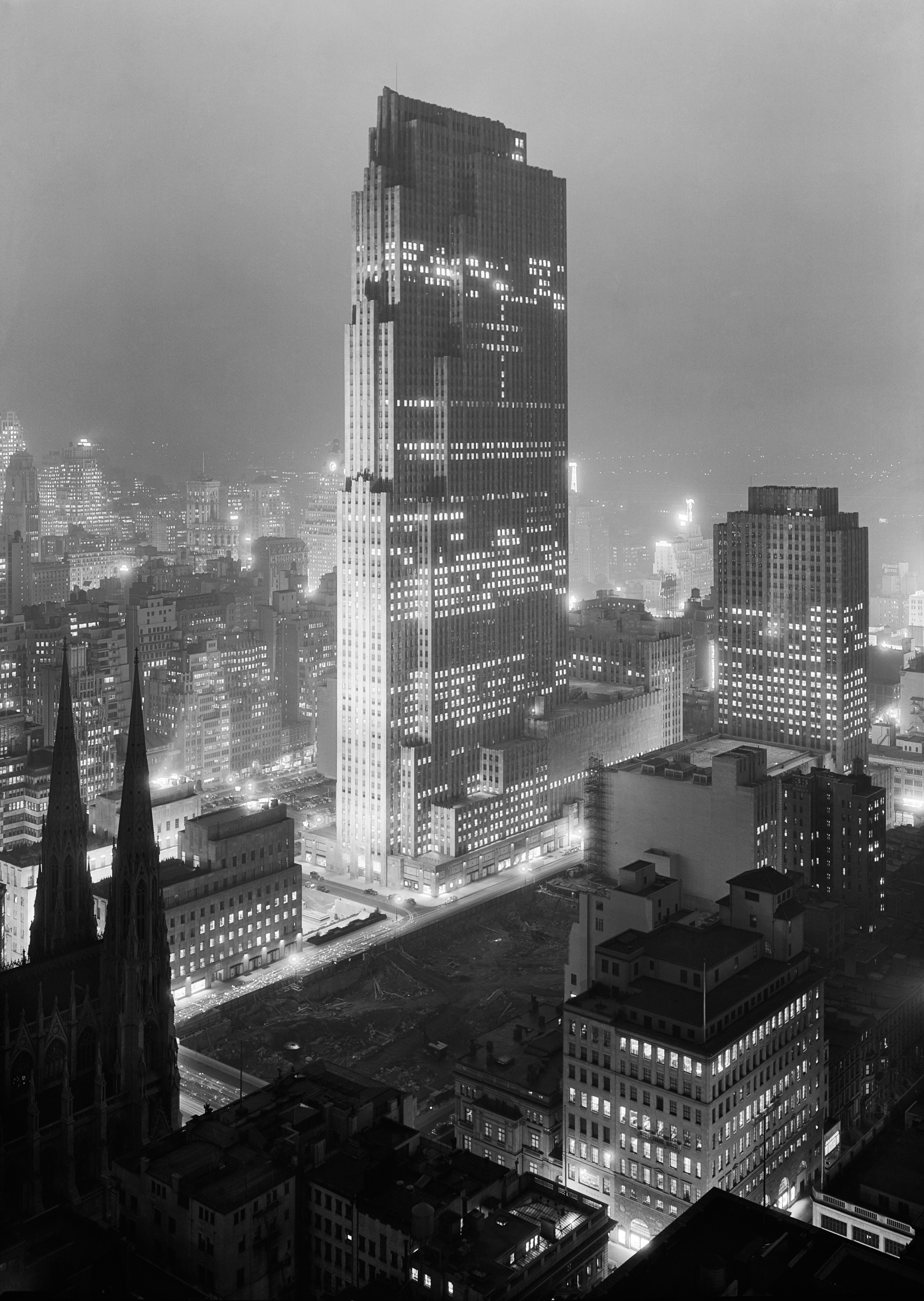
El Rockefeller Center de noche, en 1933.

El Empire State Building surgió en 1928 como un proyecto de reutilización del solar del Hotel Waldorf-Astoria para levantar un edificio de uso mixto de cincuenta pisos. La compra del solar en 14 millones de dólares (2100 millones) estableció un récord en Nueva York en aquel año. John Raskob y Pierre du Pont, que formaron parte del proyecto como socios capitalistas, llegaron a la conclusión de que el proyecto sería más rentable si en su lugar se construía un edificio extremadamente alto, de ochenta pisos. Aunque una revisión de las estimaciones financieras aconsejó que la altura fuera reducida, el caché de tener el edificio más alto del mundo era considerable y por ello se añadieron cinco pisos adicionales para asegurarse de que el edificio, con sus 320 m, superara en altura al Edificio Chrysler. Se construyó una plataforma de observación para atraer turistas que resultó ser una fuente valiosa de ingresos. El rascacielos de piedra caliza, granito y aluminio fue especialmente diseñado para ser fácil de construir, con tabiques y elementos de estructura normalizados. Fue terminado en solo dieciocho meses, siendo inaugurado en 1931. Debido a la recesión, sin embargo, solo estuvo ocupado en un 25 % durante los años 1930, generando pérdidas, y los críticos lo apodaron «Empty State Building», haciendo un juego de palabras con el término inglés empty («vacío»).
El Rockefeller Center había sido originalmente destinado por John D. Rockefeller Jr. para ser la nueva ubicación de la Metropolitan Opera House pero el desplome de la Bolsa acabó con el proyecto. Rockefeller decidió entonces edificar un gran centro de oficinas en el lugar, aprovechándose de los bajos costes de construcción durante la recesión. En el centro del complejo estaba el Edificio RCA, fuertemente influenciado por el arquitecto Raymond Hood. El largo y delgado edificio tenía dos ejes diferentes: de un lado, parecía ser una torre estrecha, mientras que del otro se elevaba como un muro. El diseño no solo fue muy peculiar sino también efectivo económicamente. Maximizó la luz que entraba a las oficinas y eliminó las habitaciones interiores, pues la parte central del edificio fue dedicado a los ascensores y a los equipamientos comunes. Debido a la recesión, sin embargo, hasta 1940 no fue completamente ocupado con inquilinos.
En Chicago, el último rascacielos de la preguerra fue construido en 1934. El Field Building fue encargado durante los años finales de la expansión económica de entreguerras, y el Home Insurance Building —el primer rascacielos, construido en 1884— fue demolido para hacer lugar a la nueva construcción de estilo «ala y torre».

### La manía de los rascacielos y el eco social

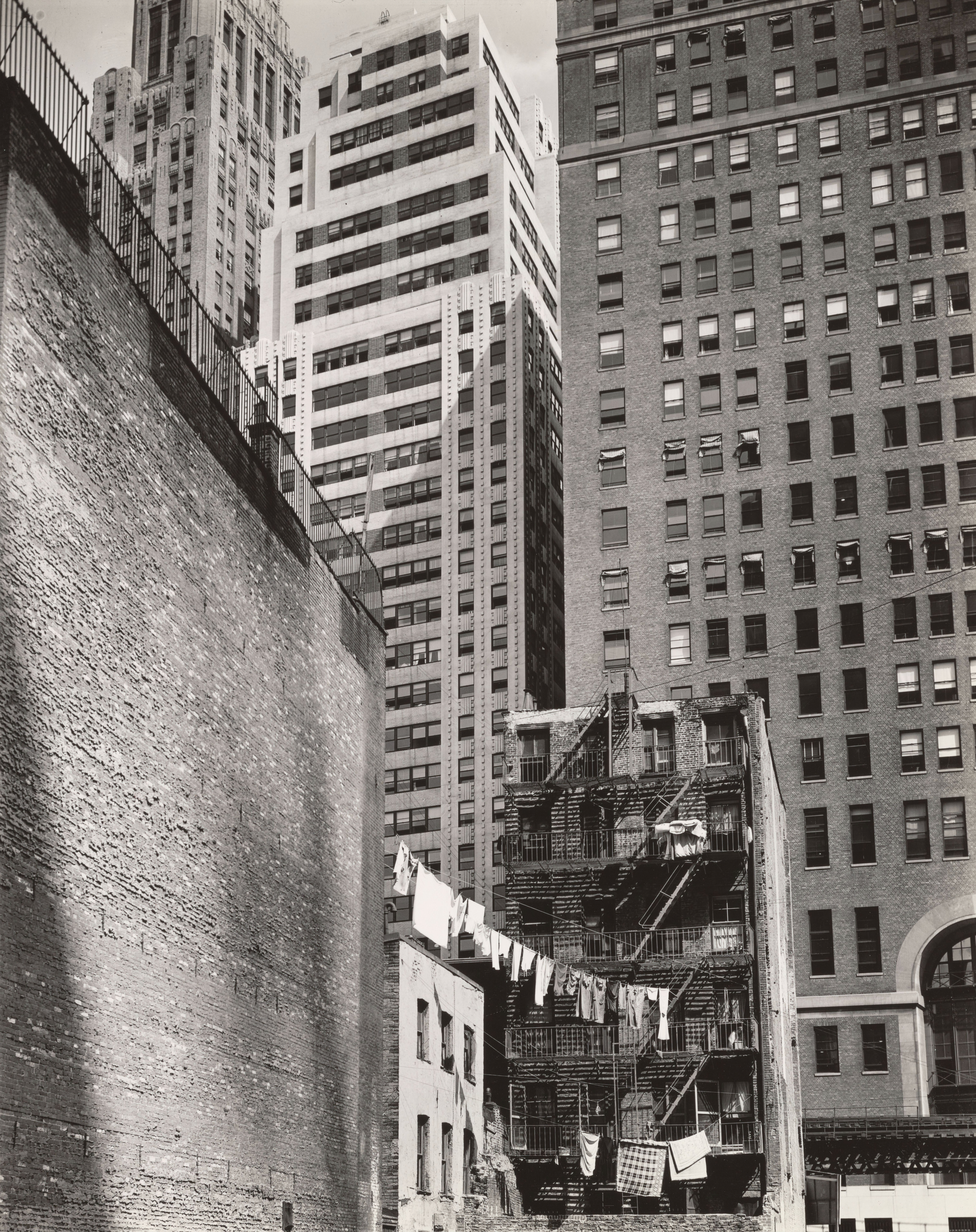
Representación del cambio de la Greenwich Street de Manhattan por Berenice Abbott, 1936. El rascacielos de la derecha es el Cunard Building (1921).

El interés por los rascacielos se incrementó durante los años 1920, particularmente después del concurso de la Tribune Tower. Los dibujos enviados al concurso fueron exhibidos en una muestra en Chicago y 25 000 personas fueron a verlos en solo un mes. En general, las imágenes de los rascacielos se hicieron ubicuas en la cultura estadounidense, comenzando lo que el historiador Merrill Schleier denominó como la «manía de los rascacielos». La exposición «Titan City» de 1925 festejaba los rascacielos existentes y contenía murales hechos por Harvey Corbett y Hugh Ferriss, que mostraban a los rascacielos como el corazón de la «Ciudad del futuro». El cortometraje Manhatta (1921), de Charles Sheeler y Paul Strand, exploraba el tema y terminaba con una secuencia de una puesta de sol desde lo alto de un rascacielos. Autores como Janet Flanner, John Dos Passos y Mary Borden escribieron novelas en las que los rascacielos formaban parte importante de la ambientación. El músico John Carpenter compuso un ballet sobre el tema, y el diseñador Paul Frankl creó una popular serie de «muebles para rascacielos».
Muchos de estos comentarios eran positivos y reflejaban optimismo acerca de la tecnología y de la dirección de la vida urbana en general. Los rascacielos eran vistos como una expresión de ingeniería racional, los edificios perfectos para que la humanidad viviera en ellos, como los celebraba el artista Louis Lozowick en sus litografías. Otros defensores de los rascacielos los hacían semejantes a las catedrales medievales, símbolos similares en la era moderna. Había poemas que presentaban a los rascacielos como objetos de una belleza sublime y racional, por ejemplo Ferris los describía así: «edificios como cristales, paredes de vidrio traslúcido, bloques de vidrio transparente cubriendo una parrilla de acero». En la Exposición «Un Siglo de Progreso», celebrada en Chicago en 1933, los rascacielos y la tecnología fueron presentados como una solución a los problemas actuales y futuros de América. El arquitecto franco-suizo Le Corbusier alabó a Nueva York en 1935 por ser «abrumadora, increíble, excitante, violentamente viva», pero se quejó de que aún había pocos rascacielos y de que los que había no eran lo suficientemente altos. Lewis Hine, contratado para fotografiar la obra del Empire State Building, retrató a los equipos de construcción como héroes valientes, creando un género de fotografía que se prolongó hasta 1941.

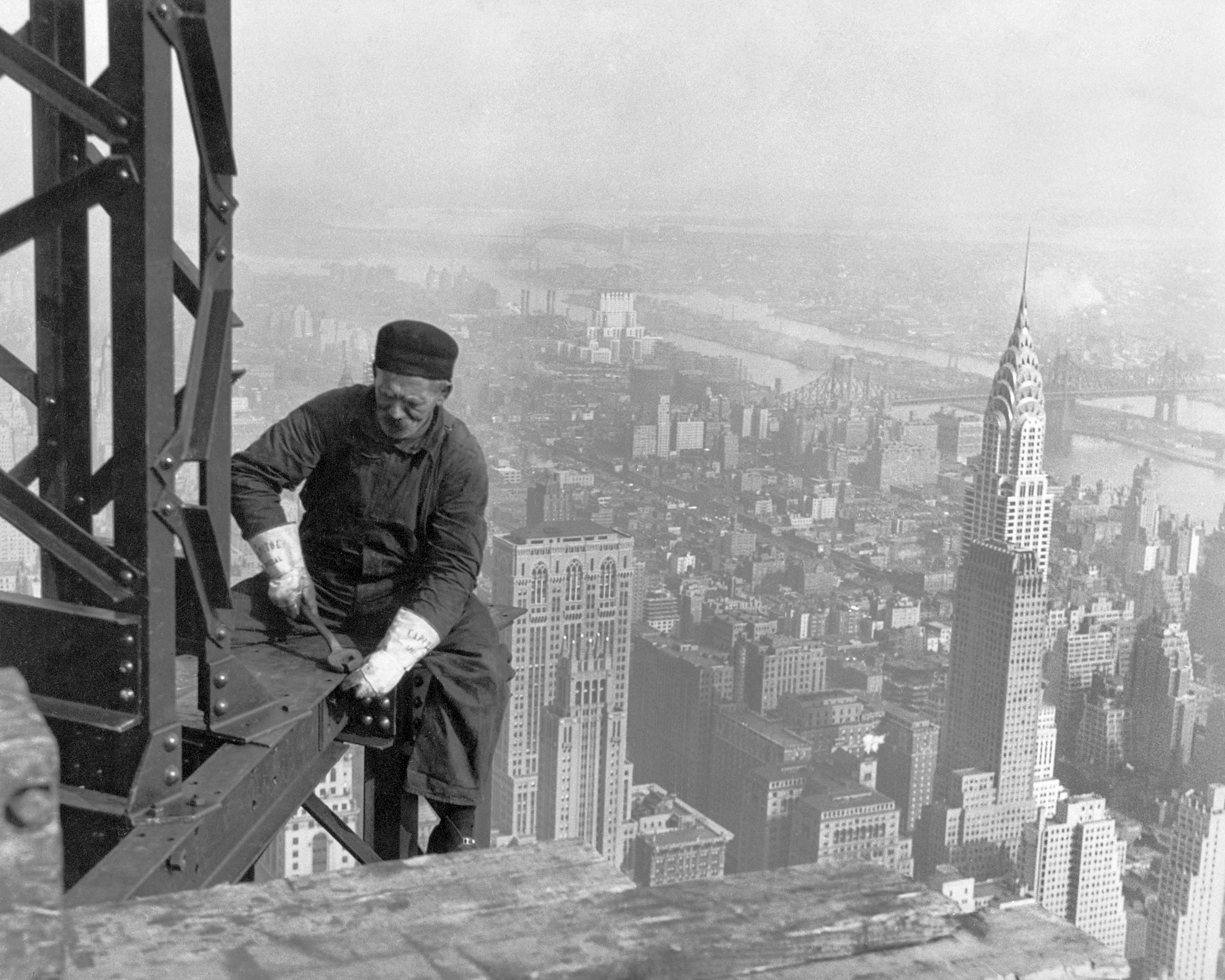
Un trabajador de la obra del Empire State Building en 1930, con el Chrysler Building al fondo. Fotografía de Lewis Hine.

Por otro lado, los críticos se preocupaban por el impacto de la tecnología moderna y de la vida urbana sobre la condición humana, afirmando que los rascacielos generaban contaminación y ruido, e imponían un estilo de vida militarizado y deshumanizado en la gente que trabajaba en ellos. El comentarista social Lewis Mumford reflejaba estas preocupaciones en sus críticas tituladas ¿Es el rascacielos tolerable? y La ciudad intolerable. El politólogo Stefan Hirsch condenó los edificios como «vendajes que cubren el cielo, sofocando nuestro aliento». El inventor Thomas Edison temía que una incontrolable expansión de los rascacielos resultara en hacinamiento y desastre. Los grabados de Howard Cook expresaban el carácter opresivo de los nuevos rascacielos que acechaban a la ciudad tradicional. Los trabajos fotográficos de Berenice Abbott sobre Nueva York en 1930 exploraban el complejo tema del cambio urbano y del impacto de los rascacielos en el estilo de vida tradicional de la ciudad, prolongando el trabajo de Stieglitz en la primera década del siglo.
Hollywood utilizó considerablemente los rascacielos en sus películas. Los rascacielos de Nueva York en 1906 se convirtió en la primera de muchas, y en los años 1920 Harold Lloyd produjo sus cinco «películas de rascacielos», en particular El hombre mosca, en la cual el héroe se queda colgando de un reloj en un edificio de Los Ángeles. En estas primeras películas mudas, los rascacielos quedan asociados a una identidad masculina; la escalada de un rascacielos por parte de Lloyd evoca la transformación del personaje de joven a adulto maduro que conquista a la heroína. La película de 1933, King Kong, incluyó, en sus escenas finales, otra utilización emblemática de los rascacielos: el simio gigante escala el edificio Empire State poco antes de su muerte; la escena puede ser interpretada como el contraste del instinto natural con la insensible racionalidad de los edificios modernos y de Nueva York en conjunto.

## Legado

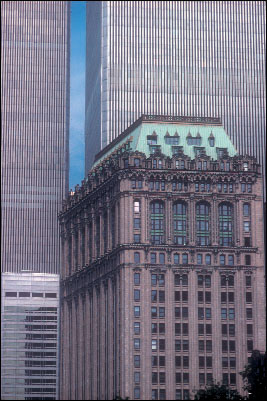
El West Street Building en 1988, eclipsado por el World Trade Center, de estilo moderno.

La construcción de rascacielos se detuvo durante los años de la Segunda Guerra Mundial. Cuando se reanudó en las décadas de 1950 y 1960, estos entraron en una fase diferente de desarrollo, que se suele denominar el período internacional o moderno. Algunos diseños experimentales en este estilo se habían construido en los Estados Unidos, según conceptos arquitectónicos europeos, al inicio de 1930, principalmente el Philadelphia Savings Fund Society Building y el 330 West 42nd Street. Después de la guerra, sus enfoques fueron utilizados en una nueva generación de rascacielos. Estos solían ocupar ellos solos el solar —al modo del edificio RCA del Centro Rockefeller— en lugar de formar parte de una hilera de edificios, y mostraban un aspecto de enormes tabletas y torres con fachadas revestidas casi completamente de cristal, lo que rompía con la tradición preexistente. Dentro, las nuevas tecnologías como la luz fluorescente y el aire acondicionado en todo el edificio volvieron innecesarias muchas de las viejas características arquitectónicas, como los patios de luces y las ventanas que se podían abrir.
La tendencia tuvo implicaciones sustanciales para muchos de los primeros rascacielos. Algunos fueron rediseñados a tenor de los nuevos gustos. Gran parte de la ornamentación fue retirada de la Metropolitan Life Tower en 1960, por ejemplo, para adaptarse a la moda contemporánea, más sencilla. Pero muchos de los viejos rascacielos no pudieron ser adaptados, pues carecían de profundidad para construir oficinas más grandes y modernas, o de espacio para los nuevos equipamientos de servicio. Algunos fueron demolidos para hacer sitio a edificios nuevos y mayores. Entre ellos estaba el Singer Building, demolido en 1968 y reemplazada por el edificio de estilo internacional United States Steel Building. En el siglo XXI, torres como el West Street Building han sido reconvertidos en viviendas de lujo, al tener ventanas grandes y soleadas.
El debate crítico sobre los primeros rascacielos comenzó en los años 1880 entre los arquitectos y se extendió a la comunidad cultural y académica en el período de entreguerras. En los años 1930 los términos de «escuela» y «movimiento» de Chicago fueron utilizados por primera vez, y fueron popularizados en los años 1940 por los académicos Sigfried Giedion y Carl Condit como una forma de referirse a los primeros arquitectos de Chicago. Consideraban a los rascacielos como los primeros precursores de la arquitectura moderna y como el símbolo de una ruptura con las formas arquitectónicas anteriores en los Estados Unidos. Esta interpretación de los rascacielos de Chicago fue más tarde cuestionada por Robert Bruegmann y Daniel Bluestone, quienes creían que minimizaba los lazos del movimiento con la cultura preexistente en Chicago. Durante los años 1980 y 1990 el análisis de los primeros rascacielos empezó a desplazarse de los arquitectos y la arquitectura de los edificios individuales para centrarse en el papel de los rascacielos en el contexto urbano global. Se acentuó el discurso que destacaba la dimensión social, económica y cultural de los rascacielos, con los de Nueva York recibiendo mayor atención que antes. El Museo de los rascacielos —el primero en abordar el tema— fue fundado en Nueva York en 1977 por la historiadora Carol Willis para preservar su historia.

## Evolución de los rascacielos más altos del mundo
Se recogen a continuación, en forma de tabla, los rascacielos más altos del mundo en 1940, numerados cada diez años. Los edificios más altos del mundo a principios del siglo XX eran en su mayoría torres y campanarios de las grandes iglesias europeas y elementos sobresalientes de edificios institucionales, como cúpulas, torres o torreones, en capitolios estatales, ayuntamientos o palacios de justicia. (En algunos de esos edificios esos elementos verticales son verdaderos rascacielos y se recogen aquí; p.e., el Ayuntamiento de Los Ángeles, aunque pueda ser discutible recogerlos o no). A partir de la década de 1920, y ya desde la de los 1930, los edificios más altos del mundo han sido siempre rascacielos.
| Imagen             | Año  | Año  | Año  | Año  | Año  | Año  | Edificio | Ciudad                | Altura  | Altura    | Altura    | Pisos               | Año                    | Uso                    | Ref.   |
| Imagen             | 1890 | 1900 | 1910 | 1920 | 1930 | 1940 | Edificio | Ciudad                | Oficial | Antena    | Últ. piso | Pisos               | Año                    | Uso                    | Ref.   |
|                    | —    | —    | —    | —    | —    | 01   | Empire State Building (edificio más alto del mundo de 1931 a 1971) | Nueva York            | 381     | 443       | 373       | 102                 | 1931                   | Oficinas               | [ 76 ] |
|                    | —    | —    | —    | —    | 01   | 02   | Edificio Chrysler (edificio más alto del mundo de 1930 a 1931) | Nueva York            | 319     |           |           | 77                  | 1930                   | Oficinas               | [ 77 ] |
|                    | —    | —    | —    | —    | —    | 03   | 70 Pine Street (antes American International Building, 60 Wall Tower y Cities Service Building)                                                                                          | Nueva York            | 290     |           |           | 67                  | 1932                   | Oficinas               | [ 78 ] |
|                    | —    | —    | —    | —    | 02   | 04   | The Trump Building (edificio más alto del mundo en 1930) (antes Bank of Manhattan Trust Building, Manhattan Company Building, o 40 Wall Street)                                          | Nueva York            | 283     |           |           | 71                  | 1930                   | Oficinas               | [ 79 ] |
|                    | —    | —    | —    | —    | —    | 05   | Comcast Building (luego RCA Building, GE Building o 30 Rockefeller Plaza) | Nueva York            | 259,1   |           |           | 70                  | 1933                   | Oficinas               | [ 80 ] |
|                    | —    | —    | —    | 01   | 03   | 06   | Woolworth Building (edificio más alto del mundo desde 1913 hasta 1930) | Nueva York            | 241,4   |           |           | 57                  | 1913                   | Residencial y oficinas | [ 81 ] |
|                    | —    | —    | —    | —    | —    | 07   | 20 Exchange Place (antes City Bank-Farmers Trust Building) | Nueva York            | 225,9   |           |           | 57                  | 1931                   | Oficinas               | [ 82 ] |
|                    | —    | —    | —    | —    | 03   | 08   | Terminal Tower (2.º más alto del mundo cuando se completó) | Cleveland             | 215,8   | 235       |           | 52                  | 1928                   | Oficinas               |        |
|                    | —    | —    | 01   | 02   | 04   | 09   | Metropolitan Life Tower (edificio más alto del mundo desde 1909 hasta 1913) | Nueva York            | 213,4   |           |           | 50                  | 1909                   | Oficinas               | [ 83 ] |
|                    | —    | —    | —    | —    | —    | 10   | 500 Fifth Avenue | Nueva York            | 212,5   |           |           | 59                  | 1931                   | Oficinas               |        |
|                    | —    | —    | —    | —    | 05   | 11   | One Grand Central Place | Nueva York            | 205,1   |           |           | 53                  | 1930                   | Oficinas               |        |
|                    | —    | —    | —    | —    | 06   | 12   | 1 Wall Street | Nueva York            | 199,3   |           |           | 50                  | 1930                   | Oficinas               |        |
|                    | —    | —    | —    | —    | 07   | 13   | Chanin Building | Nueva York            | 197,8   |           |           | 56                  | 1929                   | Oficinas               |        |
|                    | —    | —    | —    | —    | —    | 14   | General Electric Building (570 Lexington Avenue) | New York City         | 196     |           |           | 50                  | 1931                   | Oficinas               |        |
|                    | —    | —    | —    | —    | 08   | 15   | Mercantile Building (4.º más alto del mundo cuando se completó) | New York City         | 192,6   |           |           | 48                  | 1929                   | Oficinas               |        |
|                    | —    | —    | —    | —    | —    | 16   | Waldorf Astoria (hotel más alto del mundo cuando se completó) | New York City         | 190,5   |           |           | 47                  | 1931                   | Hotel                  |        |
|                    | —    | —    | —    | —    | 09   | 17   | New York Life Building | New York City         | 187,5   |           |           | 33                  | 1928                   | Oficinas               |        |
|                    | —    | —    | 02   | 03   | 10   | 18   | Singer Building (edificio más alto del mundo desde 1908 hasta 1909) (demolido en 1968)                                                                                                   | New York City         | 186,6   |           |           | 41                  | 1908                   | Oficinas               |        |
|                    | —    | —    | —    | —    | 11   | 19   | Chicago Board of Trade Building | Chicago               | 184,4   |           |           | 44                  | 1930                   | Oficinas               |        |
|                    | —    | —    | —    | —    | —    | 20   | Thurgood Marshall U.S. Court House | New York City         | 179,8   |           |           | 37                  | 1936                   | Oficinas               |        |
|                    | —    | —    | —    | —    | —    | 21   | Gulf Tower | Pittsburgh            | 177,4   |           |           | 44                  | 1932                   | Oficinas               |        |
|                    | —    | —    | —    | 04   | 12   | 22   | Manhattan Municipal Building (Edificio de oficinas más grande del mundo, 1913-1915) | New York City         | 176,8   |           |           | 34                  | 1914                   | Oficinas               |        |
|                    | —    | —    | —    | —    | —    | 23   | Carew Tower | Cincinnati            | 175     |           |           | 49                  | 1930                   | Oficinas               |        |
|                    | —    | —    | —    | —    | 13   | 24   | Penobscot Building (cuando se completó, era el 8.º edificio más alto del mundo) | Detroit               | 173,3   |           |           | 47                  | 1928                   | Oficinas               |        |
|                    | —    | —    | —    | —    | 14   | 25   | Chicago Temple Building | Chicago               | 173,1   |           |           | 23                  | 1924                   | Oficinas/religioso     |        |
|                    | —    | —    | —    | —    | 15   | 26   | Palmolive Building | Chicago               | 172,2   |           |           | 37                  | 1929                   | Oficinas               |        |
|                    | —    | —    | —    | —    | 16   | 27   | New York Central Building (ahora 230 Park Avenue) | New York City         | 172,2   |           |           | 35                  | 1928                   | Oficinas               |        |
|                    | —    | —    | —    | —    | —    | 28   | 30 Broad Street (o Continental Bank Building) | New York City         | 171     |           |           | 48                  | 1932                   | Oficinas               |        |
|                    | —    | —    | —    | —    | —    | 29   | Nelson Tower | New York City         | 170,7   |           |           | 46                  | 1931                   | Oficinas               |        |
|                    | —    | —    | —    | —    | 17   | 30   | The Sherry-Netherland | New York City         | 170,7   |           |           | 40                  | 1927                   | Hotel                  |        |
|                    | —    | —    | —    | —    | 18   | 31   | LeVeque Tower | Columbus (Ohio)       | 169,3   |           |           | 47                  | 1927                   | Oficinas               |        |
|                    | —    | —    | —    | —    | 19   | 32   | Civic Opera Building | Chicago               | 169,2   |           |           | 45                  | 1929                   | Oficinas /otros        |        |
|                    | —    | —    | —    | 05   | 20   | 33   | Equitable Building (Edificio de oficinas más grande del mundo, 1915-1928) | New York City         | 169,2   |           |           | 38                  | 1915                   | Oficinas               |        |
|                    | —    | —    | —    | —    | 21   | 34   | Pittsfield Building | Chicago               | 168     |           |           | 38                  | 1927                   | Oficinas               |        |
|                    | —    | —    | —    | —    | 22   | 35   | Equitable Trust Building (ahora 15 Broad Street Downtown by Philippe Starck) | New York City         | 168     |           |           | 42                  | 1927                   | Oficinas               |        |
|                    | —    | —    | —    | —    | 23   | 36   | Transportation Building | New York City         | 166,1   |           |           | 44                  | 1928                   | Oficinas               |        |
|                    | —    | —    | —    | —    | 24   | 37   | Ritz Tower | New York City         | 164,9   |           |           | 41                  | 1926                   | Hotel                  |        |
|                    | —    | —    | —    | 06   | 25   | 38   | 14 Wall Street | New York City         | 164,6   |           |           | 29                  | 1912                   | Oficinas               |        |
|                    | —    | —    | —    | —    | 26   | 39   | Lefcourt Colonial Building | New York City         | 164     |           |           | 45                  | 1929                   | Oficinas               |        |
|                    | —    | —    | —    | —    | —    | 40   | Field Building o LaSalle National Bank | Chicago               | 163,1   |           |           | 45                  | 1934                   | Oficinas               |        |
|                    | —    | —    | —    | —    | —    | 41   | Cathedral of Learning | Pittsburgh            | 163,1   |           |           | 42                  | 1936                   | Educación              |        |
|                    | —    | —    | —    | —    | —    | 42   | DuMont Building | New York City         | 162,2   |           |           | 42                  | 1931                   | Oficinas               |        |
|                    | —    | —    | —    | —    | —    | 43   | One North LaSalle | Chicago               | 161,6   |           |           | 48                  | 1930                   | Oficinas               |        |
|                    | —    | —    | —    | 07   | 27   | 44   | Travelers Tower | Hartford              | 160,6   |           |           | 24                  | 1919                   | Oficinas               |        |
|                    | —    | —    | —    | —    | 28   | 45   | Morrison Hotel (demolido en 1965) | Chicago               | 160,3   |           |           | 45                  | 1925                   | Hotel                  |        |
|                    | —    | —    | —    | —    | —    | 46   | The Pierre | New York City         | 160     |           |           | 44                  | 1930                   | Hotel                  |        |
|                    | —    | —    | —    | —    | 29   | 47   | 35 East Wacker | Chicago               | 159,4   |           |           | 40                  | 1927                   | Oficinas               |        |
|                    | —    | —    | —    | —    | 30   | 48   | Mather Tower | Chicago               | 158,9   |           |           | 38                  | 1928                   | Oficinas               |        |
|                    | —    | —    | —    | —    | 31   | 49   | 26 Broadway | New York City         | 158,5   |           |           | 31                  | 1924                   | Oficinas               |        |
|                    | —    | —    | —    | —    | —    | 50   | Newsweek Building | New York City         | 158     |           |           | 42                  | 1931                   | Oficinas               |        |
|                    | —    | —    | —    | —    | —    | 51   | Downtown Athletic Club | New York City         | 158     |           |           | 39                  | 1930                   | Residencial            |        |
|                    | —    | —    | —    | —    | 32   | 52   | Bank of New York Building (Irving Trust Company Building y BNY Mellon Building) | New York City         | 156,4   |           |           | 31                  | 1927                   | Oficinas               |        |
|                    | —    | —    | —    | —    | —    | 53   | Millennium Towers North (o Navarre Building) | New York City         | 156,1   |           |           | 44                  | 1930                   | Oficinas               |        |
|                    | —    | —    | —    | —    | 33   | 54   | One Hanson Place (o Williamsburgh Savings Bank Tower) | Nueva York (Brooklyn) | 156,1   |           |           | 42                  | 1929                   | Oficinas               |        |
|                    | —    | —    | —    | —    | —    | 55   | International Building | Nueva York            | 156,1   |           |           | 41                  | 1935                   | Oficinas               |        |
|                    | —    | —    | —    | —    | —    | 56   | LaSalle-Wacker Building | Chicago               | 156,1   |           |           | 41                  | 1930                   | Oficinas               |        |
|                    | —    | —    | —    | —    | —    | 57   | Continental Building | Nueva York            | 155,8   |           |           | 42                  | 1931                   | Oficinas               |        |
|                    | —    | —    | —    | —    | 34   | 58   | Bank of America Building | Baltimore             | 155,2   |           |           | 37                  | 1929                   | Oficinas               |        |
|                    | —    | —    | —    | —    | —    | 59   | Johns-Manville Building (275 Madison Avenue ( American Home Products Building y 22 East 40th Street)                                                                                     | Nueva York            | 153,3   |           |           | 43                  | 1931                   | Oficinas               |        |
|                    | —    | —    | —    | —    | 35   | 60   | Lefcourt National Building (521 Fifth Avenue) | Nueva York            | 153,3   |           |           | 37                  | 1928                   | Oficinas               |        |
|                    | —    | —    | —    | —    | 36   | 61   | Carbide & Carbon Building (ahora Pendry Chicago) | Chicago               | 153,4   |           |           | 37                  | 1929                   | Oficinas               |        |
|                    | —    | —    | —    | —    | 37   | 62   | Barclay-Vesey Building | Nueva York            | 151,8   |           |           | 32                  | 1926                   | Oficinas               |        |
|                    | —    | —    | —    | 08   | 38   | 63   | Custom House Tower o Marriott's Custom House | Boston                | 151,2   |           |           | 32                  | 1915                   | Oficinas               |        |
|                    | —    | —    | —    | —    | 39   | 64   | Guardian Building | Detroit               | 151     |           |           | 40                  | 1929                   | Oficinas               |        |
|                    | —    | —    | —    | —    | 40   | 65   | 20 Pine (o Two Chase Manhattan Plaza, Chase National Bank Building) | Nueva York            | 151     |           |           | 38                  | 1928                   | Oficinas               |        |
|                    | —    | —    | —    | 09   | 41   | 66   | PNC Tower (al finalizarse, fue el 5.º edificio más alto del mundo y el edificio más alto del mundo fuera de la ciudad de Nueva York y Philadelphia)                                      | Cincinnati            | 150,9   |           |           | 31                  | 1913                   | Oficinas               |        |
|                    | —    | —    | —    | —    | 42   | 67   | Fuller Building | Nueva York            | 150     |           |           | 42                  | 1929                   | Oficinas               |        |
|                    | —    | —    | —    | —    | —    | 68   | PSFS Building, ahora Loews Philadelphia Hotel | Filadelfia            | 150     |           |           | 36                  | 1932                   | Hotel                  |        |
|                    | —    | —    | —    | —    | —    | 69   | 1 Rockefeller Plaza | Nueva York            | 149     |           |           | 34                  | 1937                   | Oficinas               |        |
|                    | —    | —    | 03   | 10   | 43   | 70   | City Investing Building (demolido en 1968) | Nueva York            | 148,3   |           |           | 33                  | 1908                   | Oficinas               |        |
|                    | —    | —    | —    | —    | 44   | 71   | Grant Building | Pittsburgh            | 147,8   |           |           | 40                  | 1929                   | Oficinas               |        |
|                    | —    | —    | —    | —    | —    | 72   | McGraw-Hill Building | Nueva York            | 147,8   |           |           | 33                  | 1931                   | Oficinas               |        |
|                    | —    | —    | —    | —    | —    | 73   | Kansas City Power and Light Building | Kansas City           | 146,6   |           |           | 34                  | 1931                   | Oficinas               |        |
|                    | —    | —    | —    | —    | —    | 74   | 33 North LaSalle | Chicago               | 1930    | 146       | 38        | Acero               | Oficinas               |                        |        |
|                    | —    | —    | —    | —    | 45   | 75   | Consolidated Edison Building | Nueva York            | 1928    | 145,7     | 24        | Acero               | Oficinas               |                        |        |
|                    | —    | —    | —    | —    | 46   | 76   | Clark Adams Building (o Bankers Building) | Chicago               | 1927    | 145,1     | 41        | Acero               | Oficinas               |                        |        |
|                    | —    | —    | —    | —    | —    | 77   | Daily News Building | Nueva York            | 1930    | 145,1     | 36        | Acero               | Oficinas               |                        |        |
|                    | —    | —    | —    | —    | —    | 78   | Commerce Court North | Toronto               | 1931    | 145       | 34        | Acero               | Oficinas               |                        |        |
|                    | —    | —    | —    | —    | 47   | 79   | Book Tower | Detroit               | 1926    | 144,8     | 38        | Acero               | Oficinas               |                        |        |
|                    | —    | —    | —    | —    | 48   | 80   | Straus Building (ahora Metropolitan Tower) | Chicago               | 1924    | 144,8     | 37        | Acero               | Oficinas               |                        |        |
|                    | —    | —    | —    | —    | 49   | 81   | Koppers Tower | Pittsburgh            | 1929    | 144,8     | 34        | Acero               | Oficinas               |                        |        |
|                    | —    | —    | —    | —    | 50   | 82   | American Furniture Mart (ahora680 N Lake Shore Drive) | Chicago               | 1926    | 144,5     | 29        | Concrete Over Steel | Oficinas               |                        |        |
|                    | —    | —    | —    | —    | —    | 83   | One South Broad | Filadelfia            | 1932    | 144,4     | 28        | Acero               | Oficinas               |                        |        |
|                    | —    | —    | —    | —    | —    | 83*  | 909 Walnut | Kansas City           | 144     |           |           | 35                  | 1931                   | Residencial            |        |
|                    | —    | —    | —    | —    | 51   | 84   | Medinah Athletic Club (ahora InterContinental Chicago Magnificent Mile) | Chicago               | 1929    | 143,6     | 42        | Acero               | Hotel                  |                        |        |
|                    | —    | —    | —    | —    | —    | 85   | Wyndham New Yorker Hotel | Nueva York            | 1930    | 143,3     | 41        | Acero               | Hotel                  |                        |        |
|                    | —    | —    | —    | —    | —    | 86   | Hampshire House | Nueva York            | 1931    | 143,3     | 37        | Acero               | Hotel                  |                        |        |
|                    | —    | —    | —    | —    | —    | 87   | National Newark Building | Newark                | 1931    | 141,7     | 34        | Acero               | Oficinas               |                        |        |
|                    | —    | —    | —    | —    | 52   | 88   | Tribune Tower | Chicago               | 1925    | 141,1     | 34        | Acero               | Oficinas               |                        |        |
|                    | —    | —    | —    | —    | 53   | 89   | Randolph Tower | Chicago               | 1929    | 141       | 45        | Acero               | Oficinas               |                        |        |
|                    | —    | —    | —    | —    | 53*  | 89*  | Montague–Court Building (o 16 Court Street) | Nueva York (Brooklyn) | 1927    | 141       | 35        | N/A                 | Oficinas               |                        |        |
|                    | —    | —    | —    | 11   | 54   | 90   | Smith Tower | Seattle               | 1914    | 140,8     | 38        | Acero               | Oficinas               |                        |        |
|                    | —    | —    | —    | —    | 55   | 91   | Montague-Court Building | Nueva York            | 1927    | 140,8     | 35        | Acero               | Oficinas               |                        |        |
|                    | —    | —    | —    | —    | —    | 92   | JW Essex House (ahora JW Marriott Essex House) | Nueva York            | 1931    | 140,5     | 42        | Acero               | Residencial / Hotel    |                        |        |
|                    | —    | —    | —    | —    | —    | 93   | Capitolio del Estado de Luisiana | Baton Rouge           | 1932    | 140,2     | 34        | Acero               | Oficinas               |                        |        |
|                    | —    | —    | —    | —    | —    | 94   | Trump Parc Condominiums | Nueva York            | 1930    | 139       | 36        | Acero               | Hotel                  |                        |        |
|                    | —    | —    | —    | —    | 56   | 95   | Paramount Building (ahora 1501 Broadway) | Nueva York            | 1927    | 138,7     | 31        | Acero               | Oficinas               |                        |        |
|                    | —    | —    | —    | —    | 57   | 96   | City Hall | Los Ángeles           | 1928    | 138,4     | 27        | Acero               | Oficinas               |                        |        |
|                    | —    | —    | —    | —    | 58   | 97   | Residence Inn Chicago Downtown/Loop | Chicago               | 1927    | 137,8     | 37        | Acero               | Oficinas               |                        |        |
|                    | —    | —    | —    | —    | —    | 98   | Eleven 80 | Newark                | 1930    | 136,6     | 35        | Acero               | Oficinas               |                        |        |
| [[Archivo:\|90px]] | —    | —    | —    | —    | 59   | 99   | 50 Broadway | Nueva York            | 1927    | 136,6     | 37        | Acero               | Oficinas               |                        |        |
|                    | —    | —    | —    | 12   | 60   | 100  | Adams Express Building | Nueva York            | 1916    | 136,6     | 33        | Acero               | Oficinas               |                        |        |
|                    | —    | —    | —    | —    | 61   | 101  | Foshay Tower (ahora W Minneapolis - The Foshay) | Minneapolis           | 1929    | 136,6     | 32        | Acero               | Hotel                  |                        |        |
|                    | —    | —    | —    | —    | —    | 10*  | Kansas City City Hall | Kansas City           | 136     |           |           | 30                  | 1937                   | Administrativos        |        |
|                    | —    | —    | —    | —    | —    | 93   | Savoy-Plaza Hotel | Nueva York            | 1930    | 135,9     | 33        | Acero               | Hotel                  |                        |        |
|                    | —    | —    | —    | —    | —    | 102  | 120 Wall Street | Nueva York            | 1930    | 135,6     | 33        | Acero               | Oficinas               |                        |        |
|                    | —    | —    | —    | —    | 62   | 103  | Fisher Building | Detroit               | 1928    | 135,5     | 30        | Acero               | Oficinas               |                        |        |
|                    | —    | —    | —    | —    | 63   | 104  | Harriman Building | Nueva York            | 1928    | 134,7     | 37        | Acero               | Residencial / Oficinas |                        |        |
|                    | —    | —    | —    | —    | 64   | 105  | Royal York Hotel (ahora Fairmont Royal York) | Toronto               | 1929    | 134       | 26        | N/A                 | Hotel                  |                        |        |
|                    | —    | —    | —    | —    | 65   | 106  | Wrigley Building | Chicago               | 1922    | 133,5     | 27        | Acero               | Oficinas               |                        |        |
|                    | —    | —    | —    | —    | 66   | 107  | Willoughby Tower | Chicago               | 1929    | 133,5     | 38        | Acero               | Oficinas               |                        |        |
|                    | —    | —    | —    | —    | 67   | 108  | Wall and Hanover Building (ahora 63 Wall Street o The Crest) | Nueva York            | 1929    | 133,5     | 35        | Acero               | Oficinas               |                        |        |
|                    | —    | —    | —    | —    | 68   | 109  | Empire Trust Company Building (ahora World Diamond Building) | Nueva York            | 1927    | 133,5     | 33        | Acero               | Oficinas               |                        |        |
|                    | —    | —    | —    | —    | 69   | 110  | David Stott Building | Detroit               | 1929    | 133,2     | 38        | Acero               | Oficinas               |                        |        |
|                    | —    | —    | —    | —    | 70   | 111  | Cadillac Tower | Detroit               | 1927    | 133,2     | 40        | Acero               | Oficinas               |                        |        |
|                    | —    | —    | —    | —    | 71   | 112  | Pacific Telephone Building (ahora 140 New Montgomery) | San Francisco         | 1925    | 132,7     | 26        | Acero               | Oficinas               |                        |        |
|                    | —    | —    | —    | —    | 72   | 113  | Russ Building | San Francisco         | 1927    | 132,6     | 32        | Acero               | Oficinas               |                        |        |
| [[Archivo:\|90px]] | —    | —    | —    | —    | 73   | 114  | ITT Building | Nueva York            | 1928    | 132       | 35        | Acero               | Oficinas               |                        |        |
|                    | —    | —    | —    | —    | 74   | 115  | 535 5th Avenue | Nueva York            | 1926    | 131,7     | 36        | Acero               | Oficinas               |                        |        |
|                    | —    | —    | —    | —    | 75   | 116  | National City Bank Building | Nueva York            | 1928    | 131,7     | 32        | Acero               | Oficinas               |                        |        |
|                    | —    | —    | —    | 13   | 76   | 117  | Bush Tower | Nueva York            | 1917    | 131,7     | 30        | Acero               | Oficinas               |                        |        |
|                    | —    | —    | —    | 14   | 77   | 118  | Whitehall Building Annex | Nueva York            | 1910    | 129,2     | 31        | Acero               | Oficinas               |                        |        |
|                    | —    | —    | —    | —    | —    | 118* | First National Bank Building | St. Paul              | 1931    | 127       | 32        | N/A                 | Oficinas               |                        |        |
|                    | —    | —    | —    | 15   | 78   | 119  | Greater Hudson Store (demolido en 1998) | Detroit               | 1911    | 125       | 29        | Acero               | Oficinas / Retail      |                        |        |
|                    | —    | —    | —    | —    | 78*  | 119* | Southwestern Bell Building | St. Louis             | 1926    | 122       | 28        | N/A                 | Oficinas               |                        |        |
|                    | —    | —    | —    | —    | 78   | 119  | Magnolia Building | Dallas                | 1923    | 121,6     | 27        | N/A                 | Oficinas               |                        |        |
|                    | —    | —    | —    | —    | —    | 119  | Buffalo City Hall | Buffalo               | 1931    | 121       |           | 32                  | N/A                    | Oficinas               |        |
|                    | —    | —    | 04   | 16   | 79   | 120  | Times Tower (luego Allied Chemical Building) | Nueva York            | 1904    | 120,4     | 25        | Acero               | Oficinas               |                        |        |
|                    | —    | 01   | 05   | 17   | 80   | 121  | Park Row Building (edificio más alto del mundo de 1899 a 1908) | Nueva York            | 1899    | 119,2     | 30        | Acero               | Oficinas               |                        |        |
|                    | —    | 05   | 17   | 42   | 80   | 121  | Electric Tower (Pan-American Exposition) (demolido en 1902) | Buffalo               | 1902    | 119       |           | 32                  | N/A                    | Oficinas               |        |
|                    | —    | —    | —    | 18   | 81   | 122  | First National Bank Building (demolido en 1969) | Pittsburgh            | 1912    | 118       | 26        | Acero               | Oficinas               |                        |        |
|                    | —    | —    | —    | —    | 154  | 196  | Civil Courts Building | St. Louis             | 1929    | 118       | 13        | N/A                 | Oficinas               |                        |        |
|                    | —    | —    | —    | —    | 154  | 196  | Alfred E. Smith Building | Albany                | 1930    | 118       | 34        | N/A                 | Administrativos        |                        |        |
|                    | —    | —    | —    | 19   | 82   | 123  | Sinclair Oil Building (ahora Liberty Tower ) | Nueva York            | 1910    | 117,4     | 33        | Acero               | Oficinas               |                        |        |
|                    | —    | —    | 06   | 20   | 83   | —    | Hanover Bank Building (demolido en 1931) | Nueva York            | 1903    | 117,4     | 22        | Acero               | Oficinas               |                        |        |
|                    | —    | —    | 07   | 21   | 84   | 09   | Knickerbocker Trust Building | Nueva York            | 1909    | 116       | 27        | Acero               | Oficinas               |                        |        |
|                    | —    | —    | —    | 22   | 85   | 124  | Oak Tower | Kansas City           | 1913    | 115,5     | 28        | All-Concrete        | Oficinas               |                        |        |
|                    | —    | —    | —    | —    | 85   | 124  | Three AT&T Plaza | Dallas                | 1928    | 113,4     | 24        | N/A                 | Oficinas               |                        |        |
|                    | —    | —    | —    | —    | 86   | 125  | Ohio Bank Building (ahora PNC Bank Building; antes, Owens-Illinois Building, Ohio Citizens Bank Building y National City Bank Building)                                                  | Toledo                | 112     |           | 27        | 1930                | Oficinas               |                        |        |
|                    | —    | —    | —    | 23   | 86   | 125  | Eastman Kodak Building | Rochester             | 1913    | 111,6     | 19        | N/A                 | Oficinas               |                        |        |
|                    | —    | —    | —    | —    | 86   | 125  | Buhl Building | Detroit               | 1925    | 111,6     | 29        | Acero               | Oficinas               |                        |        |
|                    | —    | —    | —    | —    | 86   | 125  | Ohio Bell Building (ahora AT&T Huron Road Building) | Cleveland             | 111,25  |           | 24        | 1927                | Oficinas               |                        |        |
|                    | —    | —    | —    | 24   | 87   | 126  | Hotel McAlpin (ahora Herald Towers) | Nueva York            | 1912    | 109,7     | 26        | N/A                 | Residencial / Hotel    |                        |        |
| [[Archivo:\|90px]] | —    | —    | 08   | 25   | 88   | 127  | 60 Wall Street | Nueva York            | 1905    | 107,3     | 26        | Acero               | Oficinas               |                        |        |
|                    | —    | —    | —    | —    | 88   | 127  | Rand Building | Buffalo               | 1929    | 107       | 123,4     | 29                  | N/A                    | Oficinas               |        |
|                    | —    | —    | —    | —    | 154  | 196  | Court and Remsen Building | Nueva York (Brooklyn) | 1926    | 107       | 27        | N/A                 | Oficinas               |                        |        |
|                    | —    | —    | 09   | 26   | 89   | 128  | Trinity Building | Nueva York            | 1905    | 106,7     | 22        | Acero               | Oficinas               |                        |        |
|                    | —    | 02   | 10   | 27   | 90   | 129  | Manhattan Life Insurance Building (edificio más alto del mundo de 1894 a 1899) (demolido en 1964)                                                                                        | Nueva York            | 1894    | 106,1     | 18        | Acero               | Oficinas               |                        |        |
|                    | —    | —    | —    | —    | 90   | 130  | Westin Book Cadillac Hotel (al acabarse, hotel más alto del mundo) | Detroit               | 1924    | 106       | 29        | Acero               | Hotel                  |                        |        |
|                    | —    | —    | —    | —    | 110  | 149  | Eaton Tower (ahora David Broderick Tower) | Detroit               | 1928    | 106       | 112       | 35                  | Acero                  | Oficinas               |        |
|                    | —    | —    | —    | —    | —    | 196  | New York Telephone Company Building (BellTel Lofts) | Nueva York (Brooklyn) | 1931    | 106       | 25        | N/A                 |                        |                        |        |
|                    | —    | —    | —    | 28   | 91   | 130  | Henry W. Oliver Building | Pittsburgh            | 1910    | 105,8     | 25        | Acero               | Oficinas               |                        |        |
|                    | —    | —    | 11   | 29   | 92   | 131  | Farmers Bank Building (demolido en 1997) | Pittsburgh            | 1902    | 105       | 25        | Acero               | Oficinas               |                        |        |
|                    | —    | —    | —    | —    | —    | 101  | Qwest Building (ahora CenturyLink Building, y antes, Northwestern Bell Telephone Building) (orig. de 105 m, recrecido en 1958 a 127 m)                                                   | Minneapolis           | 1932    | 105 (127) | 19        | Acero               | Oficinas               |                        |        |
|                    | —    | —    | 12   | 30   | 93   | 132  | Land Title Building | Filadelfia            | 1902    | 104,9     | 22        | Acero               | Oficinas               |                        |        |
|                    | —    | —    | —    | 31   | 94   | 133  | 5 Penn Plaza | Nueva York            | 1916    | 104,6     | 24        | Acero               | Oficinas               |                        |        |
|                    | —    | —    | —    | —    | 154  | 196  | Chamber of Commerce and Court Chambers Building (ahora 75 Livingston Street) | Nueva York (Brooklyn) | 1926    | 104,55    | 30        | N/A                 | Oficinas               |                        |        |
|                    | —    | —    | —    | 47   | 110  | 149  | First National Building (ahora David Broderick Tower) | Detroit               | 1930    | 104       | 35        | Acero               | Oficinas               |                        |        |
|                    | —    | —    | —    | 32   | 95   | 134  | Merchandise Mart (edificio más grande del mundo) | Chicago               | 1930    | 104       | 25        | N/A                 | Comercial              |                        |        |
|                    | —    | —    | —    | 32   | 95   | 134  | Candler Building | Nueva York            | 1912    | 103,9     | 24        | N/A                 | Oficinas               |                        |        |
|                    | —    | —    | 14   | 34   | 97   | 136  | Wall Street Exchange Building (18 Broad Street) | Nueva York            | 1903    | 103,9     | 25        | Acero               | Oficinas               |                        |        |
|                    | —    | —    | 15   | 35   | 98   | 137  | 101 Greenwhich Street | Nueva York            | 1907    | 103,6     | 26        | Acero               | Oficinas               |                        |        |
|                    | —    | 02   | 16   | 36   | 99   | 138  | Bank of Tokyo Building (o American Surety Building) | Nueva York            | 1896    | 103       | 26        | All-Steel           | Oficinas               |                        |        |
|                    | —    | —    | —    | 37   | 100  | 139  | World's Tower Building | Nueva York            | 1914    | 102,1     | 30        | N/A                 | Oficinas               |                        |        |
|                    | —    | —    | —    | —    | 100  | 139  | Liberty Building | Buffalo               | 1925    | 101       | 105       | 23                  | Acero                  | Oficinas               |        |
|                    | —    | —    | 17   | 140  | 101  | 140  | Frick Building | Pittsburgh            | 1902    | 100,6     | 20        | Acero               | Oficinas               |                        |        |
| [[Archivo:\|90px]] | —    | —    | —    | 39   | 102  | 141  | Tower Building | Baltimore             | 1912    | 100,6     | 16        | Acero               | Oficinas               |                        |        |
|                    | —    | —    | —    | 40   | 103  | 142  | 65 Broadway | Nueva York            | 1917    | 100,6     | 22        | N/A                 | Oficinas               |                        |        |
|                    | —    | —    | —    | 40   | 103  | 142  | Standard Oil Building (ahora 225 Bush Street) | San Francisco         | 1922    | 100       | 22        | Acero               | Oficinas               |                        |        |
|                    | —    | —    | 18   | 41   | 104  | 143  | 43 Exchange Place | Nueva York            | 1903    | 99,7      | 25        | Acero               | Oficinas               |                        |        |
|                    | —    | —    | —    | 42   | 105  | 144  | Daniels & Fisher Tower | Denver                | 1910    | 99,1      | 20        | All-Steel           | Oficinas               |                        |        |
|                    | —    | —    | —    | 43   | 106  | 145  | City Federal Building | Birmingham            | 1913    | 99,1      | 27        | N/A                 | Residencial            |                        |        |
|                    | —    | —    | —    | 44   | 107  | 146  | Lewisohn Building | Nueva York            | 1915    | 99,1      | 22        | N/A                 | Oficinas               |                        |        |
|                    | —    | —    | —    | 45   | 108  | 147  | Biltmore Hotel (demolido en 1983) | Nueva York            | 1914    | 99        | 26        | All-Steel           | Hotel                  |                        |        |
|                    | —    | —    | 19   | 46   | 109  | 148  | 90 West Street | Nueva York            | 1907    | 98,8      | 23        | Acero               | Oficinas               |                        |        |
|                    | —    | —    | —    | 47   | 110  | 149  | Dime Building (o Chrysler House) | Detroit               | 1913    | 98,6      | 23        | Acero               | Oficinas               |                        |        |
|                    | —    | —    | —    | 48   | 111  | 150  | Royal Liver Building | Liverpool             | 1911    | 98,2      | 13        | Composite           | Oficinas               |                        |        |
|                    | —    | —    | 20   | 49   | 112  | 151  | 1 North Dearborn | Chicago               | 1905    | 97,5      | 17        | Acero               | Oficinas / Retail      |                        |        |
|                    | —    | 01   | 21   | 50   | 113  | 152  | Empire Building (ahora 71 Broadway) | Nueva York            | 1898    | 97,2      | 22        | Acero               | Oficinas               |                        |        |
|                    | —    | —    | —    | 51   | 114  | 153  | Oakland City Hall | Oakland               | 1914    | 97,2      | 18        | Acero               | Administrativos        |                        |        |
|                    | —    | —    | 22   | 52   | 115  | 154  | United States Realty Building | Nueva York            | 1907    | 97        | 22        | Acero               | Oficinas               |                        |        |
|                    | —    | —    | —    | 47   | 110  | 149  | AT&T Building | Detroit               | 1927    | 97        | 19        | Acero               | Oficinas               |                        |        |
|                    | —    | —    | —    | 53   | 116  | 155  | 309 Madison Avenue | Nueva York            | 1917    | 96,6      | 26        | Acero               | Oficinas               |                        |        |
|                    | —    | —    | 23   | 54   | 117  | 156  | 37 Wall Street | Nueva York            | 1907    | 96,6      | 25        | Acero               | Oficinas               |                        |        |
|                    | —    | —    | —    | 55   | 118  | 157  | 80 Maiden Lane | Nueva York            | 1912    | 96        | 26        | N/A                 | Oficinas               |                        |        |
|                    | —    | —    | —    | —    | 154  | 196  | St. George Towers (o St. George Hotel) | Nueva York (Brooklyn) | 1930    | 96        | 30        | N/A                 |                        |                        |        |
|                    | —    | 03   | 24   | 56   | 119  | 158  | St. Paul Building (demolido en 1958) | Nueva York            | 1898    | 96        | 26        | Acero               | Oficinas               |                        |        |
| [[Archivo:\|90px]] | —    | 05   | 26   | 58   | 120  | 160  | Bowling Green Offices | Nueva York            | 1898    | 96        | N/A       | N/A                 | Oficinas               |                        |        |
|                    | —    | —    | —    | 59   | 121  | 161  | McCormick Building | Chicago               | 1912    | 95,7      | 20        | Acero               | Residencial / Oficinas |                        |        |
|                    | —    | —    | —    | —    | 154  | 196  | State Tower Building | Syracuse              | 1927    | 95,4      | 23        | N/A                 | Oficinas               |                        |        |
|                    | —    | —    | —    | 60   | 122  | 162  | Adolphus Hotel | Dallas                | 1912    | 95,1      | 25        | N/A                 | Hotel                  |                        |        |
|                    | —    | —    | —    | —    | 61   | 101  | Rand Tower | Minneapolis           | 1929    | 95        | 26        | Acero               | Oficinas               |                        |        |
|                    | —    | —    | —    | —    | 61   | 101* | Lincoln Bank Tower | Fort Wayne            | 1930    | 95        | 22        | Acero               | Oficinas               |                        |        |
|                    | —    | —    | —    | 47   | 110  | 149  | Penobscot Building Annex | Detroit               | 1913    | 94,49     | 23        | Acero               | Oficinas               |                        |        |
|                    | 01   | 06   | 27   | 61   | 123  | 163  | World Building (edificio más alto del mundo de 1890 a 1894, el primer rascacielos en serlo; hasta ese momento el edificio más alto de EE. UU. era la Trinity Church)) (demolido en 1955) | Nueva York            | 1890    | 94,2      | 20        | Acero               | Oficinas               |                        |        |
|                    | —    | —    | —    | —    | 154  | 196  | Park Plaza | St. Louis             | 1931    | 94        | 27        | N/A                 | Hotel                  |                        |        |
|                    | —    | —    | —    | —    | 154  | 196  | El Cortez | St. Louis             | 1927    | 94        | 16        | N/A                 | Hotel                  |                        |        |
|                    | —    | —    | 28   | 62   | 124  | —    | Belmont Hotel (demolido en 1939) | Nueva York            | 1908    | 93,9      | 22        | Acero               | Hotel                  |                        |        |
|                    | —    | —    | 29   | 63   | 125  | 165  | Flatiron Building | Nueva York            | 1902    | 93,6      | 22        | Acero               | Oficinas               |                        |        |
|                    | —    | —    | 30   | 64   | 126  | 166  | The St. Regis | Nueva York            | 1904    | 93,3      | 18        | N/A                 | Hotel                  |                        |        |
|                    | —    | —    | 31   | 65   | 127  | 167  | Midtown Towers (Keenan Building) | Pittsburgh            | 1907    | 93        | 18        | Acero               | Residencial            |                        |        |
|                    | —    | 07   | 32   | 66   | 128  | 168  | Commercial Cable Building | Nueva York            | 1897    | 92,7      | 21}}      | Acero               | Oficinas               |                        |        |
|                    | —    | —    | 34   | 68   | 130  | 170  | Edison Building | Chicago               | 1907    | 92,4      | 20        | Acero               | Oficinas               |                        |        |
|                    | —    | —    | 35   | 69   | 131  | 171  | The National | Chicago               | 1907    | 92,4      | 20        | Acero               | Oficinas               |                        |        |
|                    | —    | 09   | 36   | 70   | 132  | —    | Masonic Temple (demolido en 1939) | Chicago               | 1892    | 92,1      | 21        | Acero               | Oficinas               |                        |        |
|                    | —    | —    | 37   | 71   | 133  | 173  | Arcade Building (demolido en 1969) | Filadelfia            | 1901    | 91,4      | 21        | NA                  | Oficinas               |                        |        |
|                    | —    | —    | 38   | 72   | 134  | 174  | American Woolen Building (ahora225 Park Avenue South) | Nueva York            | 1909    | 91,4      | 19        | NA                  | Oficinas               |                        |        |
|                    | —    | —    | 39   | 73   | 135  | 175  | The Carlyle | Pittsburgh            | 1906    | 91,4      | 22        | Acero               | Residencial            |                        |        |
|                    | —    | —    | 40   | 74   | 136  | 176  | Commonwealth Building | Pittsburgh            | 1906    | 91,4      | 21        | Acero               | Oficinas               |                        |        |
|                    | —    | —    | —    | —    | 154  | 196  | Plummer Building | Rochester             | 1928    | 91        | 19        | N/A                 | Oficinas               |                        |        |
|                    | —    | 10   | 41   | 75   | 137  | 177  | The Call Building (o Central Tower) | San Francisco         | 1898    | 90,8      | 19        | Acero               | Oficinas               |                        |        |
|                    | —    | —    | —    | 42   | 138  | 178  | Electric Tower | Buffalo               | 1912    | 89,6      |           | 14                  | N/A                    | Oficinas               |        |
|                    | —    | —    | 42   | 76   | 138  | 178  | Masonic Hall | Nueva York            | 1909    | 89        | 19        | NA                  | Oficinas               |                        |        |
|                    | —    | —    | —    | 76   | 138  | 178  | Constellation Energy Building | Baltimore             | 1916    | 89        | 21        | NA                  | Oficinas               |                        |        |
|                    | —    | 11   | 43   | 77   | 139  | 179  | Park Place Tower (o150 Nassau Street) | Nueva York            | 1895    | 88,7      | 23        | Acero               | Oficinas               |                        |        |
|                    | —    | —    | 44   | 78   | 140  | 180  | Corn Exchange Bank Annex | Nueva York            | 1904    | 88,7      | 20        | Acero               | Oficinas               |                        |        |
|                    | —    | —    | —    | 79   | 141  | 181  | The Blackstone Hotel | Chicago               | 1910    | 88,4      | 21        | Acero               | Hotel                  |                        |        |
|                    | —    | —    | —    | 76   | 138  | 178  | Emerson Bromo-Seltzer Tower | Baltimore             | 1911    | 88        | 15        | NA                  | Oficinas               |                        |        |
|                    | —    | —    | —    | —    | 138  | 178  | Union Trust Building (ahora The Centennial; antes Huntington Building) | Cleveland             | 88      |           | 21        | 1924                | Oficinas               |                        |        |
|                    | —    | —    | —    | —    | 86   | 125  | Second National Bank Building (ahora Riverfront Apartments; antes, Toledo Trust Building)                                                                                                | Toledo                | 88      |           | 21        | 1913                | Oficinas               |                        |        |
|                    | —    | —    | —    | —    | 154  | 196  | Continental Life Building | St. Louis             | 1930    | 87        | 22        | N/A                 | Oficinas               |                        |        |
|                    | —    | —    | —    | 43   | 106  | 145  | Thomas Jefferson Hotel | Birmingham            | 1929    | 87        | 20        | N/A                 | Oficinas               |                        |        |
|                    | —    | —    | —    | 43   | 106  | 145  | John Hand Building | Birmingham            | 1912    | 86        | 20        | N/A                 | Oficinas               |                        |        |
|                    | —    | —    | —    | 80   | 143  | 183  | Germania Life Insurance Company Building (W New York Union Square) | Nueva York            | 1911    | 86        | 21        | Acero               | Oficinas               |                        |        |
| [[Archivo:\|90px]] | —    | 13   | 46   | 81   | 143  | 183  | Lord's Court | Nueva York            | 1896    | 87,5      | 20        | Acero               | Oficinas               |                        |        |
|                    | —    | 14   | 47   | 82   | 144  | 184  | Washington Life Building (demolido en 1969) | Nueva York            | 1898    | 84,7      | 17        | Acero               | Oficinas               |                        |        |
|                    | —    | —    | —    | 83   | 145  | 185  | Hudson Terminal (Edificio de oficinas más grande del mundo, 1908-1913) | Nueva York            | 1908    | 84        | 22        | Acero               | Oficinas               |                        |        |
|                    | —    | —    | —    | —    | 154  | 196  | Railway Exchange Building (edificio de oficinas mayor del mundo) | St. Louis             | 1914    | 84        | 22        | N/A                 | Oficinas               |                        |        |
|                    | —    | —    | —    | —    | 154  | 196  | Eugene McCarthy U. S. Post Office | St. Paul              | 1934    | 84        | 15        | N/A                 | Oficinas               |                        |        |
|                    | —    | 15   | 48   | 83   | 145  | 185  | National Bank of Commerce | Nueva York            | 1897    | 83,5      | 19        | Acero               | Oficinas               |                        |        |
|                    | —    | 16   | —    | —    | —    | —    | Gillender Building (demolido en 1910) | Nueva York            | 1897    | 83        | 19        | Acero               | Oficinas               |                        |        |
|                    | —    | —    | —    | —    | 138  | 186  | Buffalo Central Terminal | Buffalo               | 1929    | 83        |           | 20                  | N/A                    | Oficinas               |        |
|                    | —    | —    | —    | —    | 145  | 187  | Keith Building | Cleveland             | 83      | 111       |           | 21                  | 1922                   | Oficinas               |        |
|                    | —    | —    | —    | —    | 145  | 188  | Standard Building | Cleveland             | 83      |           | 21        | 1930                | Oficinas               |                        |        |
|                    | —    | —    | —    | —    | 145  | 188  | Cincinnati Gas & Electric Company Building (antes, Duke Energy Building (formerly the )                                                                                                  | Cincinnati            | 1929    | 82        | 19        | Acero               | Oficinas               |                        |        |
|                    | —    | —    | —    | —    | 154  | 196  | Renaissance St. Louis Suites Hotel | St. Louis             | 1925    | 82        | 24        | N/A                 | Hotel                  |                        |        |
|                    | —    | —    | —    | —    | 154  | 196  | Home Savings Bank Building | Albany                | 1927    | 81,5      | 19        | N/A                 | Oficinas               |                        |        |
|                    | —    | —    | 52   | 84   | 146  | 188  | North American Building | Filadelfia            | 1900    | 81,4      | 21        | N/A                 | Oficinas               |                        |        |
|                    | —    | —    | —    | —    | 154  | 196  | 100 State Street | Albany                | 1903    | 81        | 11        | N/A                 | Oficinas               |                        |        |
|                    | —    | —    | —    | —    | 154  | 196  | Missouri Pacific Building (ahora Union Pacific Company Building ) | St. Louis             | 1928    | 81        | 23        | N/A                 | Oficinas               |                        |        |
|                    | —    | —    | —    | —    | 147  | 189  | Superior Building | Cleveland             | 81      |           | 22        | 1922                | Oficinas               |                        |        |
|                    | —    | —    | —    | —    | 147  | 189  | Fenn Tower | Cleveland             | 81      |           | 21        | 1930                | Oficinas               |                        |        |
|                    | —    | —    | —    | —    | 138  | 189  | Statler Hotel | Buffalo               | 1923    | 81        |           | 19                  | N/A                    | Oficinas               |        |
|                    | —    | —    | —    | —    | 154  | 196  | Albany City Savings Bank Building (orig. de 1901, recrecido en 1922-1924) | Albany                | 1924    | 80,8      | 11        | N/A                 | Oficinas               |                        |        |
|                    | —    | —    | —    | 92   | 154  | 196  | St. Paul City Hall | St. Paul              | 1932    | 80        | 21        | N/A                 | Oficinas               |                        |        |
|                    | 02   | 20   | 54   | 86   | 148  | 190  | New York Tribune Building (demolido en 1966) | Nueva York            | 1875    | 79,3      | 18        | All-Masonry         | Oficinas               |                        |        |
|                    | —    | —    | —    | 42   | 148  | 190  | Verizon/AT&T Building | Buffalo               | 1913    | 79        |           | 16                  | N/A                    | Oficinas               |        |
|                    | —    | —    | —    | —    | 148  | 190  | Landmark Office Towers Complex | Cleveland             | 79      |           | 22        | 1930                | Oficinas               |                        |        |
|                    | —    | —    | —    | —    | 154  | 196  | Soo Line Building | Minneapolis           | 1915    | 79        | 20        | N/A                 | Oficinas               |                        |        |
|                    | —    | —    | —    | —    | 138  | 191  | Genesee Building/Hyatt Regency Hotel | Buffalo               | 1923    | 76        |           | 16                  | N/A                    | Oficinas               |        |
|                    | 03   | 21   | 55   | 87   | 149  | 191  | Lawerence and Eris Field Building (Baruch College en 23rd Street and Lexington) | Nueva York            | 1885    | 78,6      | 13        | N/A                 | Oficinas               |                        |        |
|                    | 04   | 22   | 56   | 88   | 150  | 192  | Metropolitan Building (demolido en 1961) | Minneapolis           | 1890    | 78,6      | 12        | N/A                 | Oficinas               |                        |        |
|                    | —    | —    | —    | —    | 150  | 192  | Cincinnati American Building | Cincinnati            | 1928    | 78        | 18        | Acero               | Oficinas               |                        |        |
|                    | —    | —    | —    | —    | 150  | 192  | Bank of Italy Building | San José              | 1926    | 78        | 14        | Acero               | Oficinas               |                        |        |
|                    | —    | 22   | 56   | 88   | 150  | 192  | Fourth & Walnut Center | Cincinnati            | 1904    | 78        | 19        | Acero               | Oficinas               |                        |        |
|                    | —    | 22   | 56   | 88   | 150  | 192  | Bartlett Building (ahora, Renaissance Cincinnati Downtown Hotel: antes, Union Trust Building)                                                                                            | Cincinnati            | 1901    | 77        | 19        | Acero               | Oficinas               |                        |        |
|                    | —    | —    | —    | 42   | 138  | 178  | Main Seneca Building (The Marin) | Buffalo               | 1913    | 76,2      |           | 17                  | N/A                    | Oficinas               |        |
|                    | —    | —    | —    | —    | 154  | 196  | Desloge Towers | St. Louis             | 1933    | 76        | 15        | N/A                 | Hospital               |                        |        |
|                    | —    | —    | —    | —    | 86   | 125  | National Bank Building (ahora The Nicholas Building; antes, Fifth Third Center) | Toledo                | 76      |           | 17        | 1906                | Oficinas               |                        |        |
|                    | —    | —    | —    | —    | 154  | 196  | Alworth Building | Duluth                | 1910    | 75        | 16        | N/A                 | Oficinas               |                        |        |
|                    | —    | —    | —    | —    | 154  | 196  | Hartford Trust Company Building | Hartford              | 75      |           |           | 18                  | 1921                   | Oficinas               |        |
|                    | 05   | 24   | 58   | 90   | 152  | 194  | Auditorium Building | Chicago               | 1889    | 72,6      | 17        | All-Masonry         | Oficinas / Hotel       |                        |        |
| [[Archivo:\|90px]] | 06   | 25   | 59   | 91   | 153  | 195  | Western Union Building | Nueva York            | 1875    | 70,1      | 10        | All-Masonry         | Oficinas               |                        |        |
|                    | 07   | 26   | 60   | 92   | 154  | 196  | Pioneer Building | St. Paul              | 1889    | 69        | 16        | N/A                 | Residencial            |                        |        |
|                    | —    | —    | —    | —    | 154  | 196  | Freedom Tower | Miami                 | 1925    | 78        | 17        | N/A                 | Oficinas               |                        |        |
|                    | —    | —    | —    | —    | 154  | 196  | Miami Biltmore Hotel | Miami                 | 1926    | 96        | 15        | N/A                 | Hotel                  |                        |        |
|                    | —    | —    | —    | —    | 154  | 196  | Miami-Dade County Courthouse | Miami                 | 1926    | 120       | 28        | N/A                 | Administrativos        |                        |        |
|                    | —    | —    | —    | 58   | 154  | 196  | Register and Tribune Building | Des Moines            | 1916    | 74        | 14        | N/A                 | Oficinas/Residencial   |                        |        |
|                    | —    | —    | —    | —    | 154  | 196  | Equitable Building | Des Moines            | 1924    | 97        | 19        | N/A                 | Residencial            |                        |        |
|                    | —    | —    | —    | —    | 154  | 196  | Davenport Bank and Trust | Davenport             | 1927    | 77        | 19        | N/A                 | Residencial            |                        |        |
|                    | —    | —    | —    | —    | 154  | 196  | Heyburn Building | Louisville            | 1927    | 76        | 17        | N/A                 | Residencial            |                        |        |
|                    | —    | —    | —    | —    | 154  | 196  | Hibernia Bank Building | New Orleans           | 1921    | 108       | 20        | N/A                 | Oficinas               |                        |        |
|                    | —    | —    | —    | —    | 154  | 196  | First National Bank of Commerce Building (ahora Four Winds) | New Orleans           | 1927    | 82        | 19        | N/A                 | Oficinas               |                        |        |
|                    | —    | —    | —    | —    | 154  | 196  | National American Bank Building | New Orleans           | 1929    | 100       | 23        | N/A                 | Oficinas               |                        |        |
|                    | —    | —    | —    | —    | —    | 196  | Charity Hospital | New Orleans           | 1939    | 85        | 20        | N/A                 | Hospital               |                        |        |